# Путін Володимир Володимирович
Володи́мир Володи́мирович Пу́тін (рос. Владимир Владимирович Путин; нар. 7 жовтня 1952, Ленінград) — російський державний та політичний діяч, колишній офіцер радянської розвідки. Чинний президент Російської Федерації і верховний головнокомандувач збройних сил Російської Федерації з 7 травня 2012 року, але раніше заступав на пост президента з 7 травня 2000 року.
З 31 грудня 1999 до 7 травня 2008 був президентом РФ, у 1999—2000 і 2008—2012 роках — Головою Уряду РФ. Полковник запасу (1999), очільник ФСБ РФ (1998—1999). Чинний державний радник РФ 1-го класу (1997). Кандидат економічних наук (1997). Майстер спорту із самбо (1973) і дзюдо (1975), чемпіон Ленінграда з дзюдо (1976), заслужений тренер Росії із самбо (1998).
Ухвалив рішення про вторгнення в Україну, що почалося 24 лютого 2022 року. Вторгнення, яке засудила Резолюція Генеральної Асамблеї ООН, призвело до введення нових санкцій проти Росії та її часткової міжнародної ізоляції та викликало валютну кризу в Росії. Воєнним злочинцем Путіна визнали Сенат США (одноголосно), Сейм Польщі. Євросоюз, а також США, Японія та низка інших країн ввели особисто персональні санкції проти Путіна.
17 березня 2023 року Міжнародним кримінальним судом у Гаазі було видано ордер на арешт Володимира Путіна за звинуваченням у незаконній депортації українських дітей під час вторгнення в Україну.

## Життєпис (до серпня 1999)

### Дитинство і юність
Володимир Путін народився 7 жовтня 1952 року в Ленінграді. Його батьки були не дуже письменними селянами з Тверської губернії. Батько Путіна, Володимир Спиридонович Путін (1911—2.08.1999) — учасник Другої світової війни (воював у військах НКВД), працівник на заводі. У 1950-х роках Путін-старший служив у воєнізованій охороні Ленінградського вагонобудівного заводу імені Єгорова, пізніше працював майстром на цьому ж заводі, був секретарем партбюро цеху. Мати, Марія Іванівна Шеломова (1911—1998), пережила блокаду Ленінграда, працювала після війни санітаркою, двірницею, приймальницею товару в булочній, сторожем, прибиральницею в лабораторії. Обоє батьків померли від раку та поховані на Серафимовському кладовищі Санкт-Петербурга. Володимир був третім сином у сім'ї — двоє старших братів, що народилися ще в тридцятих роках, померли в дитинстві, один з них — 1942 року й, за словами Путіна, похований на Піскарьовському кладовищі.
За повідомленням редактора сайту «Путінізм» Артема Круглова, що вивчає невідомі факти з біографії Володимира Путіна, його батько відрізнявся девіантною поведінкою, зокрема, виколов вилами око його матері.
|  | Прийшов до дівчини, яка йому сподобалася, нікого вдома не було, але вона його чомусь на двір не пустила. Тоді він схопив вила і став ламати ворота. І якось так вийшло, що в якийсь момент він через пролом в паркані потрапив їй вилами в око. Мало не вбив. Дівку повезли до лікарні, вставили скляне око, а рідні поставили умову: одружуйся, бо напишемо заяву в міліцію й підеш за тяжкі тілесні. Так батько Путіна одружився з його мамою, — Артем Круглов. |

Це був лише один з випадків прояву агресії з боку батька. За словами Артема Круглова, дитинство Путіна — цілковита сірість.

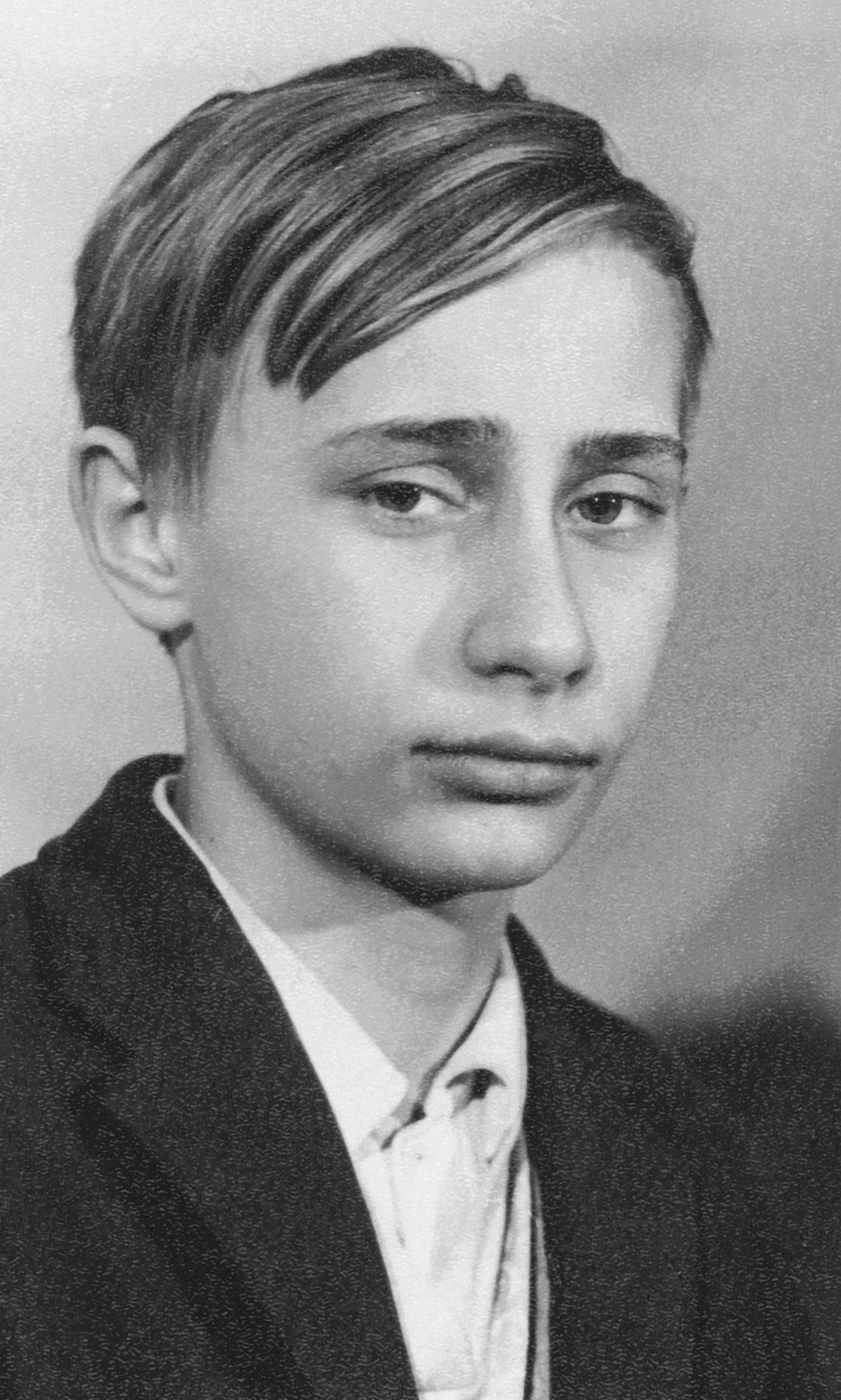
У дитинстві
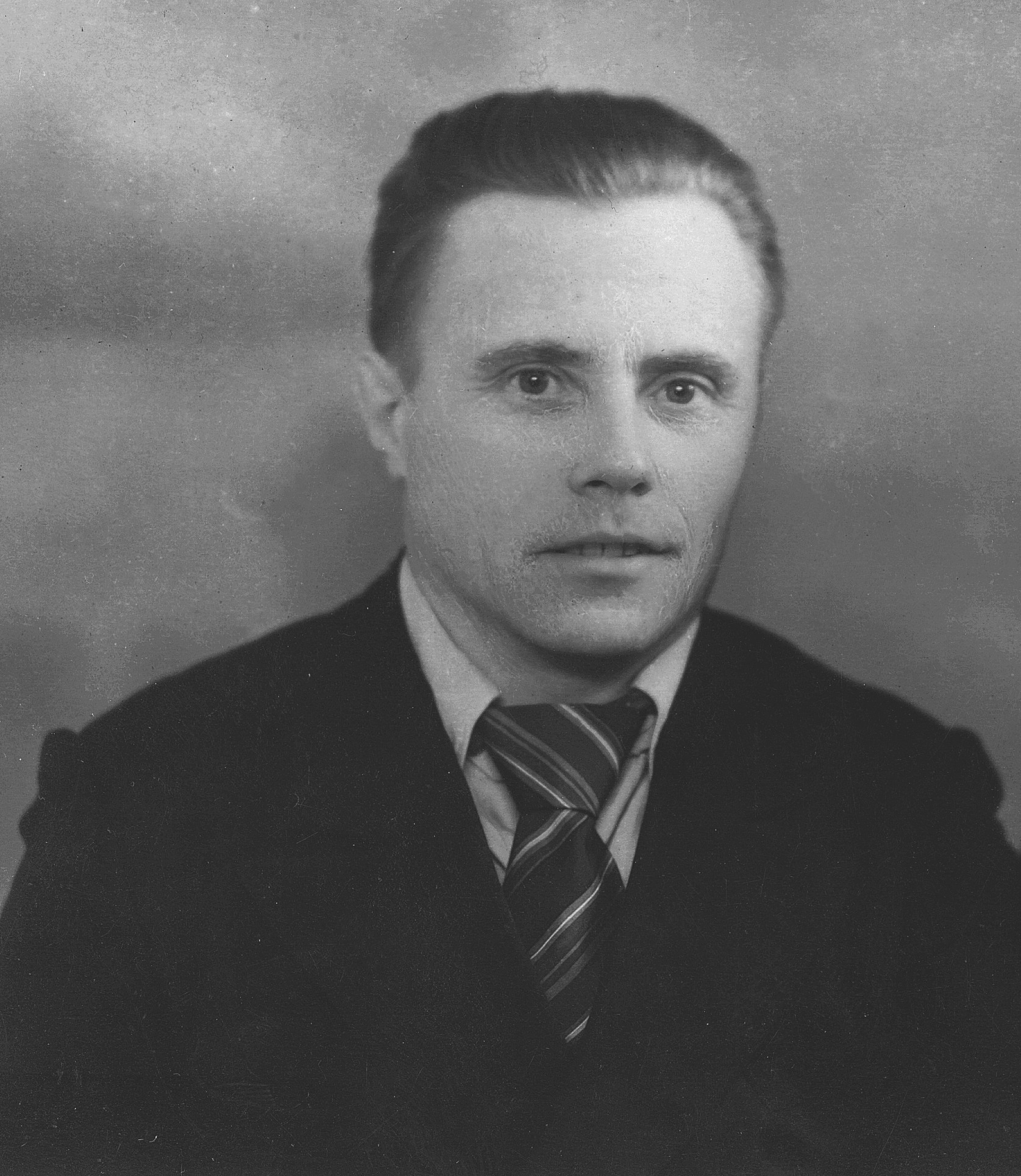
Батько
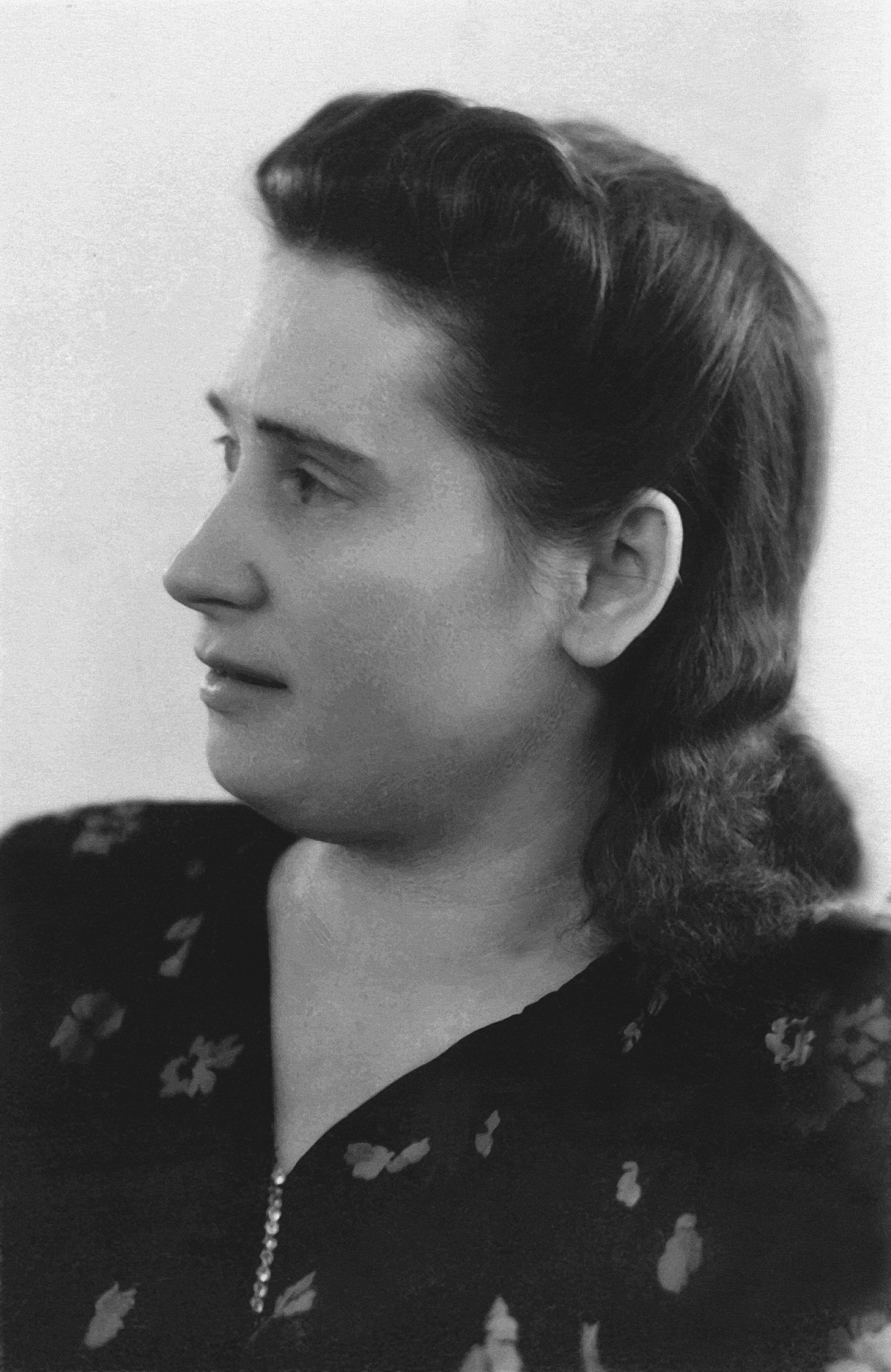
Мати

Сім'я Путіних жила в 20-метровій кімнаті комунальної квартири в Ленінграді. Путіни жили бідно: наприклад, перше пальто Путіну-молодшому змогли купити тільки в 20, а на тренуваннях із самбо Путін виходив на килим у шерстяних шкарпетках замість шкіряних борцівок. Ставши президентом, Путін розповідав, що з дитинства захоплювався радянськими фільмами про розвідників і мріяв працювати в органах державної безпеки.
У 1970—1975 навчався на міжнародному відділенні юридичного факультету Ленінградського державного університету імені А. Жданова. На думку деяких дослідників, за конкурсу 40 абітурієнтів на місце та посередні оцінки («трійки») в школі, Путін був прийнятий до ЛенДУ через спортивну кафедру як перспективний спортсмен-самбіст і протягом навчання приділяв більшість часу тренуванням, зборам та змаганням, а не навчанню. В університеті вступив до КПРС і залишався її членом до заборони партії 1991 року (формально не виходив із КПРС). За власними словами, під час навчання вперше зустрів Анатолія Собчака, на той час доцента університету. Тема диплома Путіна як правознавця — «Принцип найбільшого сприяння нації».
Після закінчення ЛенДУ (в 1976) він став майстром із самбо, був чемпіоном Ленінграда.

### Служба в КДБ

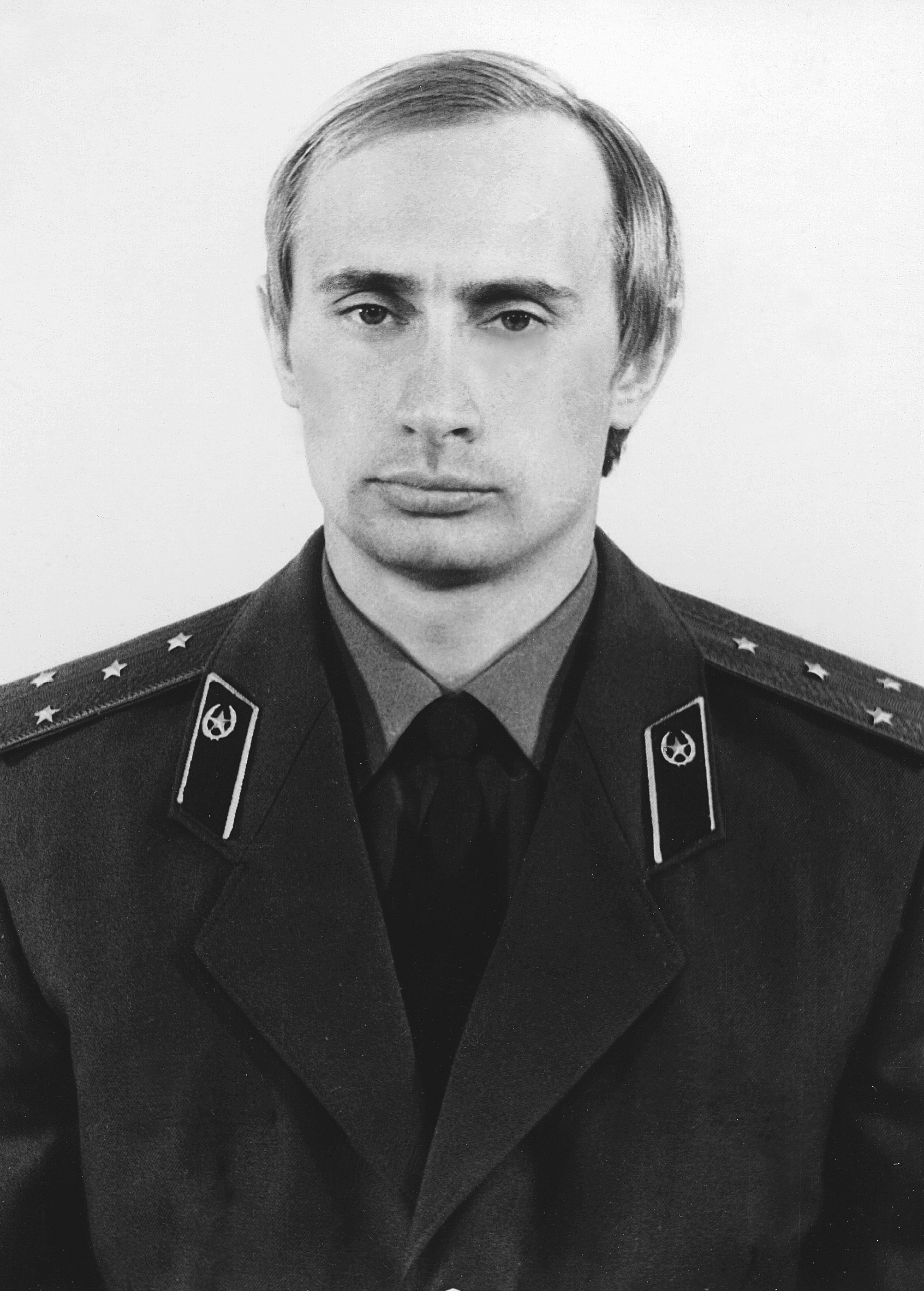
Путін у формі капітана КДБ

До «позаштатної роботи» в КДБ був завербований на 4-му курсі університету. Після закінчення Ленінградського державного університету був направлений на роботу до Комітету державної безпеки СРСР.
- У 1975—1984 — співробітник п'ятого відділу Ленінградського управління КДБ[18].
- 1976 року закінчив «Курси перепідготовки оперативного складу» в Охті («401-ша школа»).
- 1979 року закінчив навчання на річних курсах перепідготовки у Вищій школі КДБ в Москві.
- 1985 року навчався протягом 1 року в Червонопрапорному інституті КДБ СРСР ім. Ю. Андропова.
- У 1985—1990 роках працював у НДР, у Дрездені, де підтримував зв'язок з генералом МДБ Горстом Бемом Офіційно обіймав посаду завідувача будинком дружби СРСР — НДР 1-ї гвардійської танкової дивізії ГРВН.[19]

Під час роботи в спецслужбі отримав агентурне ім'я «Міль» (рос. моль). А в близькому оточенні отримав псевдонім «Михайло Іванович».

### Робота в Петербурзі та звинувачення в корупції
- З 1990 року — помічник проректора з міжнародних питань Ленінградського державного університету, потім — радник голови Ленінградської міської ради.
- З 12 червня 1991 року, після обрання А. Собчака на посаду мера, — голова Комітету із зовнішніх зв'язків мерії Санкт-Петербурга.
- На початку 1992 року був переведений в «активний резерв» КДБ у званні «підполковника запасу». За іншими джерелами, (генерал Олег Калугін) — майор запасу, підполковником ніколи не був.
- З березня 1994 — перший заступник голови уряду Санкт-Петербурга.

Згодом багато хто з тих, хто разом з В. Путіним як головою Комітету із зовнішніх зв'язків, займався заснуванням численних фірм і управлінням їхньою діяльністю (Олексій Кудрін, Герман Греф, Михайло Лесін та інші), у 2000-ні роки зайняли високі посади в уряді РФ. 1992 року депутатською робочою групою Ленради на чолі з Мариною Сальє і Юрієм Гладковим (так званою «комісією Сальє») проти Путіна, як керівника Комітету із зовнішньоекономічних зв'язків, було висунуто звинувачення в махінаціях у зв'язку з програмою забезпечення Санкт-Петербурга харчовими продуктами в обмін на сировину. Згідно з висновком робочої групи, сировина продавалася за заниженими, порівняно з ринковими, цінами (рідкісноземельного металу скандію — у 2000 разів), тоді як продовольство купувалося за завищеними; операції укладалися із сумнівними фірмами-«одноденками» і з фірмами, на чолі яких стояли кримінальні діячі; договори оформлялися з грубими порушеннями правил і за бажання легко могли бути оголошені недійсними. За підрахунками групи, збитки, завдані місту в результаті дій В. Путіна, склали 122 млн доларів. Петроградська міськрада схвалила доповідь групи і рекомендувала Анатолію Собчаку відправити Путіна у відставку й передати матеріали до прокуратури.
У серпні 1999 року журналісти Олег Лурьє і Інга Савельєва звинуватили Путіна в корупції під час приватизації, розкраданні бюджетних коштів, зв'язках з кримінальним світом та інших протиправних діях. На звинувачення жодної офіційної реакції не було. За час президентства Путіна масово поширились клептократія та корупція («відкати наверх» до 33 %) та безконтрольне збагачення самого Путіна та нової «еліти».

### Робота в Москві

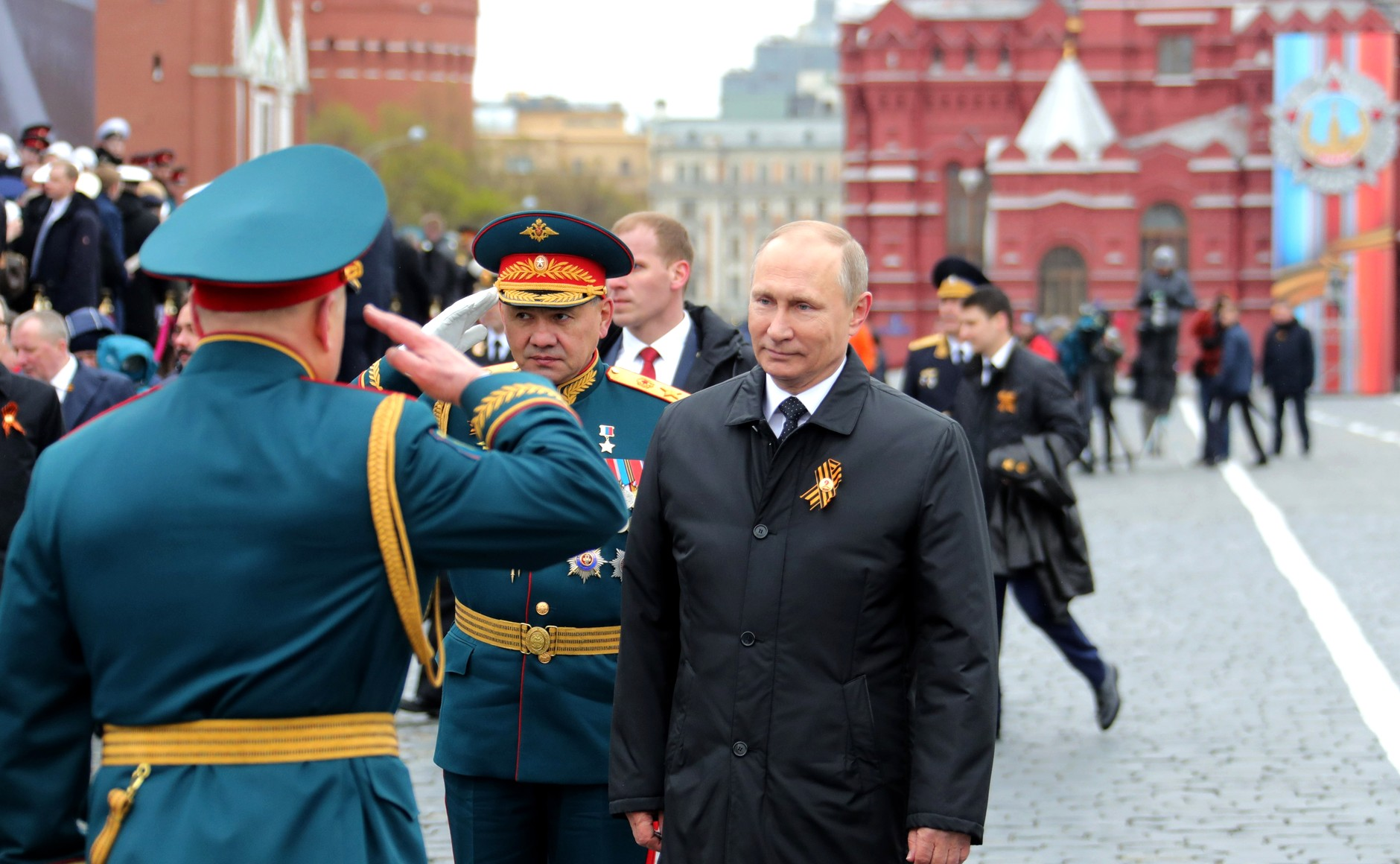
Путін і Шойгу в Москві, 9 травня 2017-го

За три роки пройшов шлях від заступника керівника справами президента до секретаря Ради безпеки:
- У серпні 1996 року, після поразки А. Собчака на виборах мера, запрошений на роботу до Москви на посаду заступника керівника справами президента Російської Федерації Павла Бородіна.
- 26 березня 1997 року призначений заступником керівника Адміністрації президента Росії — начальником Головного контрольного управління президента Російської Федерації, змінивши на цій посаді Олексія Кудріна. За словами Путіна, результати проведеною Головним контрольним управлінням перевірки, пов'язаної з виконанням оборонного замовлення, стали однією з причин відставки міністра оборони РФ Ігоря Родіонова у травні 1997 року[33].
- 25 травня 1998 року призначений першим заступником керівника Адміністрації президента Російської Федерації, відповідальним за роботу з регіонами. До моменту призначення вважався однією з найвпливовіших фігур у Кремлі[34].
- З 25 липня 1998 року — директор Федеральної служби безпеки Російської Федерації, одночасно — від 26 березня 1999 року — секретар Ради безпеки Російської Федерації.

### Захист дисертації
1997 року захистив кандидатську дисертацію під назвою «Стратегічне планування відтворення мінерально-сировинної бази регіону в умовах формування ринкових відносин» в Санкт-Петербурзькому державному гірничому інституті.
2005 року Кліффорд Гадді та Ігор Данченко із Брукингського інституту у Вашингтоні, аналізуючи розуміння В. Путіним оптимальної економічної моделі сталого розвитку Росії, виявили, що 16 із 20 сторінок, якими починається основна частина роботи В. Путіна, є точним відтворенням або близьким до тексту переказом статті «Стратегічне планування і політика» професорів Вільяма Кінга і Девіда Кліланда, опублікованої 1978 року. Шість діаграм і графіків з роботи Путіна майже повністю збігаються з американськими.

## На чолі уряду (серпень-грудень 1999)
9 серпня 1999 року призначений тимчасовим виконувачем обов'язків голови уряду Російської Федерації. Того ж дня в своєму телезверненні президент Єльцин назвав його своїм наступником. З 16 серпня 1999 року — голова уряду.

### Вторгнення бойовиків до Дагестану і вибухи житлових будинків у вересні 1999 року

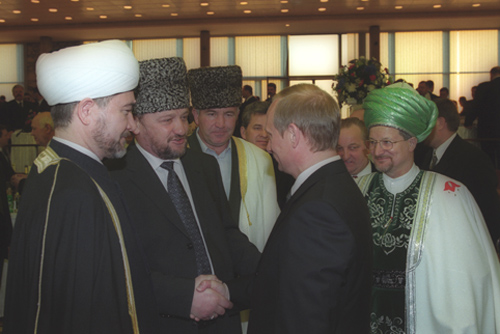
Путін з лідерами Чечні

У вересні 1999 року була здійснена серія терористичних актів — вибухи житлових будинків в Буйнакську, Москві і Волгодонську, жертвами яких стали понад 300 людей. Згідно з вироком закритого суду, вибухи були здійснені карачаївцями й дагестанськими ваххабітами за замовленням арабських найманців Аміра Хаттаба і Абу Умара з метою відвернути увагу російської влади від подій в Дагестані, де в цей час йшли бої між федеральними військами й озброєними загонами бойовиків з Чечні, яких очолювали Шаміль Басаєв і арабський найманець Хаттаб. Ядро угруповання бойовиків, що напало на Дагестан, складали іноземні найманці і бійці «Ісламської міжнародної миротворчої бригади». Прямий зв'язок безпосередніх виконавців вибухів будинків з арабськими найманцями (навчання в диверсійно-терористичних таборах Хаттаба тощо) підтверджується свідченнями самих терористів і свідків. Басаєв категорично заперечував свою причетність до вибухів, зокрема в конфіденційному листі Путіну, написаному за 2 дні до захоплення заручників в Беслані. У листі він в той же час пропонував, як одна з умов мирної домовленості, можливість «в прийнятній формі» узяти цю відповідальність на себе.
За інформацією деяких джерел, а також згідно з однією із заяв Генпрокуратури РФ, вторгнення до Дагестану було організоване і профінансоване підприємцем Борисом Березовським, що входив у найближче оточення Президента РФ, як вважає журналіст Андрій Піонтковський як складова частина так званої операції «Наступник», що здійснювалася «Сім'єю Єльцина» під загальним керівництвом Б. Березовского. Схема мала гарантувати «Сім'ї» особисту й майнову недоторканність перед можливими, зважаючи на зміну влади, корупційними розслідуваннями. Газета «Московский Комсомолець» у вересні 1999 року опублікувала роздруки переговорів Березовського з Казбеком Махашевим і Мовладі Удуговим. «Московский комсомолець», коментуючи цю розмову, дав своє трактування окремим фразам, натякаючи на активну співпрацю Березовського з чеченцями напередодні вторгнення чеченських бойовиків до Дагестану. Березовський категорично заперечував ці твердження і заявив, що «витоки терактів у Москві і Волгодонську треба шукати в Чечні». За словами Березовського, у нього були дуже багато розмов з різними представниками чеченських сепаратистів, включно з Удуговим і Басаєвим; він заявив, що «зовсім недавно проводив переговори з представником Басаєва». Проте, за його словами, «це не має нічого спільного з тією розмовою, компіляція якої була опублікована в МК». Офіційне звинувачення Березовському з боку Генпрокуратури РФ так і не було висунуте. Сайт чеченських сепаратистів Чеченпресс також спростував твердження про те, що напад на Дагестан був організований Березовським і російською владою.
Різними діячами і організаціями висуваються також версії, згідно з якими Путіну могли бути вигідні вибухи житлових будинків: для створення сприятливої громадської думки перед введенням військ до Чечні, підняття передвиборчого рейтингу і забезпечення перемоги на президентських виборах. При цьому указувалося на ряд фактів, що свідчать, на думку обвинувачів, про провокаційне походження вибухів, зокрема на закладку співробітниками ФСБ під житловий будинок в Рязані імовірно вибухового пристрою (за офіційною версією — його імітацією). Альтернативні версії не заперечують того, що терористи-карачаївці, що перевозили вибухівку, були прихильниками чеченських сепаратистів і дійсно хотіли здійснити вибухи в Москві й Волгодонську. Але вибухи не житлових будинків, а військових і адміністративних об'єктів. При цьому, як припускають альтернативні версії, агенти ФСБ ввели їх в оману й використовували вибухівку, що перевозилася ними, для підриву будинків.

### На чолі держави

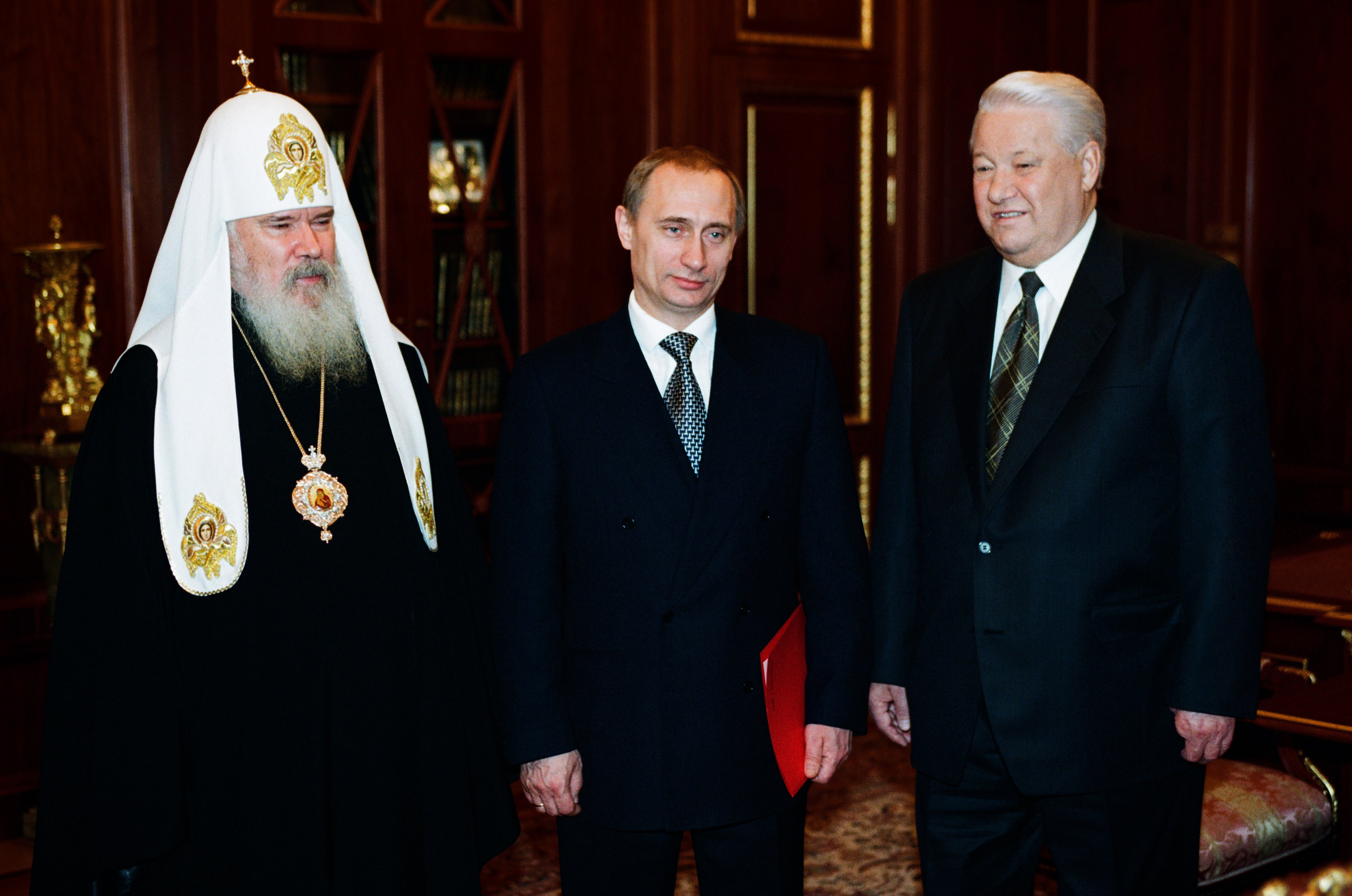
Голова уряду В. В. Путін з Президентом Б. М. Єльциним та Патріархом Московським і всієї Русі Алексієм II.

31 грудня 1999 року в зв'язку з добровільним відходом Єльцина у відставку Путін стає виконувачем обов'язків президента Російської Федерації неконституційно, шляхом прямого успадкування. З 26 березня 2000 року вибраний президент Росії. Вступив на посаду 7 травня 2000 року.
Першим державним актом, підписаним Путіним на посаді виконувача обов'язків Президента РФ, став указ «Про гарантії Президентові Російської Федерації, що припинив виконання своїх повноважень, і членам його сім'ї». Указ надавав колишньому президентові (тобто Борису Єльцину) гарантії недоторканності. Указ був підписаний на тлі звинувачень в широкомасштабній корупції, що тяжіли над Єльциним і його безпосереднім оточенням. Деякі аналітики пов'язують це з тим фактом, що Єльцин спочатку (при призначенні на посаду голови уряду) оголосив Путіна своїм наступником; з фактом дострокової відставки Єльцина і передачі Путіну президентських повноважень (що, як наголошується, підсилювало його позиції на майбутніх виборах) і низкою інших фактів, що дають їм підстави стверджувати, що Путін спочатку був висуванцем корумпованого угруповання, що оточувало Єльцина (так званою «Сім'єю»), а його прихід до влади був необхідний «Сім'ї» як гарантія захисту від кримінальних розслідувань, яке обіцяло порушити проти них, у разі обрання їхнього представника на президентський пост, конкурентне угруповання Лужкова-Примакова.
Проте вже в перший рік перебування Путіна на посаді президента почав посилюватися тиск силових відомств на так званих «олігархів», і перш за все на Бориса Березовського і Володимира Гусинського, які згодом змушені були емігрувати. На думку американського дослідника російського походження Пола Хлєбникова, у такий спосіб Путін намагався позбавитися від спадщини 1990-х років і зобов'язань перед колишньою панівною фінансово-політичною елітою, на якій, на поширену думку, лежить основна провина за економічний спад у Росії, що відбувався в ті роки.
Поступово посилювався тиск держави на так звані «незалежні» ЗМІ, контрольовані приватними особами. Бориса Березовського змусили відмовитися від контрольного пакета акцій основного телеканалу Росії — ОРТ; за борги його передала у власність «Газпрому» телекомпанія НТВ, що належала Володимиру Гусинському, після чого було припинено мовлення ТБ-6 (ТВС) — телевізійного каналу Бориса Березовського, на який перейшла працювати група журналістів НТВ. Основні телевізійні канали — ОРТ (Перший канал), «Росія» і НТВ перейшли до власності держави або державних компаній. Інформаційна політика керівництва, що різко змінилася, цих і решти ЗМІ викликала дискусії про свободу слова в засобах масової інформації.
Для кадрової політики Адміністрації Президента при Володимирі Путіні було характерне призначення на посади численних колишніх товаришів по навчанню Путіна в університеті, товаришів по службі в НДР, колег по роботі в колишньому Ленінграді — і взагалі представників «петербурзької команди». У лютому 2006 року В. Сурковим була висунута концепція суверенної демократії, яка в інтерпретації її автора полягає в тому, що політика Президента вміє в першу чергу отримувати підтримку більшості населення в самій Росії; така підтримка більшості і складає головний принцип демократичного суспільства.
У внутрішній політиці президент Путін проводив послідовний і жорсткий курс на централізацію і зміцнення «вертикалі» влади, встановлення та зміцнення у Росії політичної системи керованої демократії.

## Президент (2000—2008)
За 2000—2008 роки Путін здійснив 192 закордонних візити різного рівня — робочих, офіційних, державних, — відвідавши 74 країни. Це 187 крапок на карті світу — міста, населені пункти, географічні об'єкти. Найбільше число візитів припало на Україну (23), Казахстан (14) і Німеччину (13). До Білорусі Путін приїжджав 10 разів, здійснив 7 візитів до Китаю, 6 разів був в США. Найнасиченішим за кількістю поїздок для Путіна став 2007 рік — президент 27 разів виїжджав в інші країни. Останньою країною закордонних візитів президента стала Італія, острів Сардинія, з якої вісім років тому починався графік міжнародних маршрутів Путіна.
У Росії Путін відвідав 212 міст, населених пунктів і географічних об'єктів. Останньою робочою поїздкою президента Володимира Путіна Росією стало Сочі, де президент виступив на нараді, присвяченій питанням підготовки інфраструктури до Олімпіади-2014, а також провів останню зустріч з президентом США Джорджем Бушем.

### 2000 рік

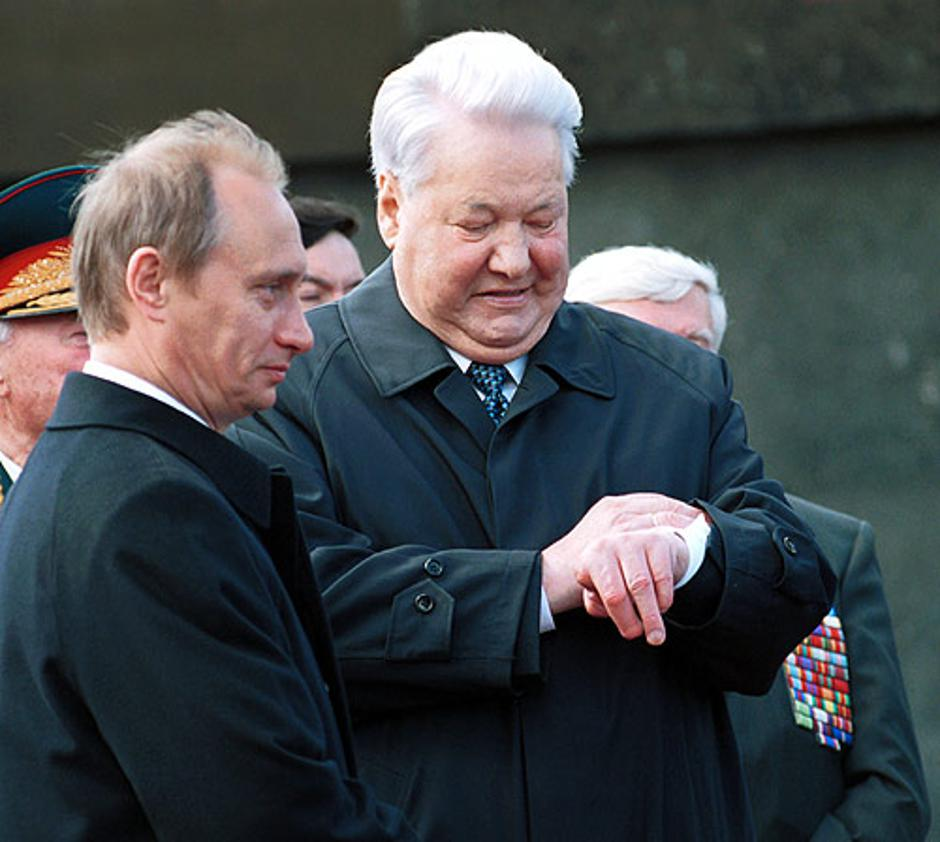
Путін і Єльцин

- 7 травня в Андріївському залі Кремля відбулася церемонія вступу до посади президента Путіна, вибраного 26 березня.
- У травні призначив на посаду голови уряду Росії Михайла Касьянова.
- 5-6 червня в ході першого робочого візиту Володимира Путіна до Західної Європи — до Італії — глава російської держави виступив з пропозицією про створення спільно з НАТО системи протиракетної оборони в Європі.
- 21 червня вперше як президент Росії Володимир Путін брав участь в засіданні Ради голів держав СНД. Путін був головою Ради голів держав з 2000 до 2003 року, а потім з 2004 до 2006 року.
- 5 липня в Душанбе Володимир Путін взяв участь в саміті країн «Шанхайської п'ятірки», перетворена в Шанхайську організацію співпраці 2001 року.
- 8 липня Путін вперше звернувся до Федеральних зборів РФ з щорічним зверненням, у якому визначив головні пріоритети, — реформа влади, вільний ринок, ефективна держава, диктатура закону.
- 21-23 липня президент РФ взяв участь у саміті «вісімки» на Окінаві, Японія. У подальші роки Путін брав участь у всіх щорічних самітах «вісімки».
- 5 серпня Путін підписав другу частину Податкового кодексу РФ, відповідно до якого введена єдина 13-процентна ставка прибуткового податку.
- 12 серпня в ході проведення військово-морських навчань Північного флоту в Баренцевому морі зазнав катастрофи й затонув атомний підводний човен «Курськ». Загинули 118 чоловік. 23 серпня указом президента в Російській Федерації був оголошений день жалоби.
- 6-8 вересня в Нью-Йорку в штаб-квартирі ООН Володимир Путін виступив на Саміті тисячоліття — зустрічі голів держав і урядів 185 країн-членів ООН. 7 вересня відбулося засідання Ради Безпеки ООН на вищому рівні. За час існування ООН було проведено всього три таких засідання — в 1992, 2000 і 2005 роках. Путін як президент РФ брав участь у двох останніх.
- 10 жовтня російський учений, директор Фізико-технічного інституту ім. Іоффе Жорес Алфьоров став лауреатом Нобелівської премії з фізики. 12 жовтня в Кремлі Володимир Путін привітав ученого з присудженням найпрестижнішій науковій премії.
- 14-15 листопада в Брунеї вперше президент Росії Володимир Путін взяв участь в саміті АТЕС. Всього за 8 років глава російської держави брав участь в семи засіданнях АТЕС на вищому рівні, тільки в жовтні 2002 року він скасував заплановану поїздку до Мексики на саміт у зв'язку з терактом на Дубровці в Москві.
- 25 грудня президент Росії Володимир Путін підписав пакет законів про символіку РФ. Росія набула державних символів — герб, прапор і гімн.

### 2001 рік

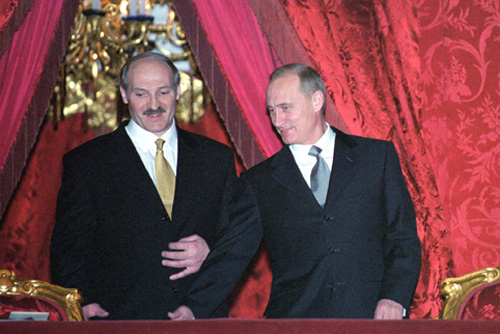
Путін і Лукашенко

- 6 березня вперше пройшла інтернет-конференція президента РФ, в ході якої Володимир Путін відповідав на питання російських і іноземних користувачів глобальної мережі. Друга подібна конференція відбулася 6 липня 2006 року.
- 23 березня завершено зведення з орбіти російської космічної станції «Мир» — її уламки затоплені в акваторії південної частини Тихого океану. Станція пропрацювала в космосі 15 років.
- 23-24 березня вперше в історії Європейського союзу в його сесії на вищому рівні в Стокгольмі взяв участь президент Росії Володимир Путін — голова держави, що не є членом ЄС.
- 3 квітня глава держави звернувся до Федеральних зборів з щорічним зверненням. Його головні теми — наведення конституційного ладу в Чечні, судова, податкова, бюджетна реформи.
- 11-14 квітня в Москві за ініціативою Путіна відбулася Міжнародна конференція з запобігання мілітаризації космічного простору «Космос без зброї — арена мирної співпраці XXI століття».
- 24 травня президент РФ прибув до Ленська, щоб особисто оцінити масштаб стихійного лиха — в середині травня через катастрофічну повінь в Якутії місто Ленськ з населенням 27,5 тисяч осіб було повністю затоплене.
- 31 травня Володимир Путін взяв участь в першому засіданні Міждержавної ради ЄврАзЕС. За вісім років президент РФ брав участь в 10 самітах Євразійського економічного товариства.
- 16 червня в Любляні, Словенія, президент РФ Володимир Путін провів першу особисту зустріч з президентом США Джорджем Бушем. Лідери двох держав за вісім років зустрічалися 27 разів.
- 11 липня в Росії вперше прийнятий закон про політичні партії, справлений на вдосконалення виборчого законодавства і ліквідацію нечисленних партій.
- 18 липня відбулася перша велика пресконференція Володимира Путіна в Кремлі для російських і закордонних кореспондентів. У такому форматі президент регулярно спілкувався з представниками ЗМІ, востаннє — 14 лютого 2008 року.
- 20-22 липня на саміті «вісімки» в Генуї, Італія, президент Росії запропонував провести в Росії конференцію з проблем потеплення клімату. Конференція відбулася 29 вересня — 3 жовтня 2003 року в Москві.
- 11 вересня Володимир Путін першим зі світових лідерів направив телеграму співчуття президентові США Джорджу Бушу в зв'язку з безпрецедентними за масштабами і кількістю жертв терористичними актами, в результаті яких загинули близько трьох тисяч осіб.
- 25 жовтня президент РФ підписав Земельний кодекс РФ, який вперше в російській історії почав вирішувати земельне питання, — земля, один з головних ресурсів нації, знайшла правовий статус і вартість.
- 17 жовтня президент Росії Володимир Путін, виступаючи на нараді в міністерстві оборони Росії, повідомив про закриття з 1 січня 2002 року російської військово-морської бази в Камрані, В'єтнам, і виведенні радіоелектронного центру з Лурдеса на Кубі.
- 13-15 листопада відбувся перший офіційний візит президента РФ Володимира Путіна в США. 13 грудня президент США Джордж Буш офіційно повідомив Росію про вихід США з російсько-американського Договору про протиракетну оборону (ПРО) від 1972 року. У заяві по телебаченню президент РФ Путін назвав дане рішення помилковим. 13 червня 2002 року США вийшли з Договору.
- 24 грудня Володимир Путін вперше спілкувався із земляками в прямому ефірі. За 2 години 20 хвилин президент відповів на 47 питань. Всього за вісім років президент Росії спілкувався з громадянами шість разів — він провів в прямому ефірі близько 18 годин і відповів майже на 350 питань.
- 25 грудня Верховний суд Дагестану засудив чеченського бойовика Салмана Радуєва до довічного ув'язнення, визнавши його винним в тероризмі, захопленні заручників і інших тяжких злочинах. 12 березня 2000 року той був захоплений в результаті спецоперації. Радуєв помер у в'язниці 14 грудня 2002 року.

### 2002 рік

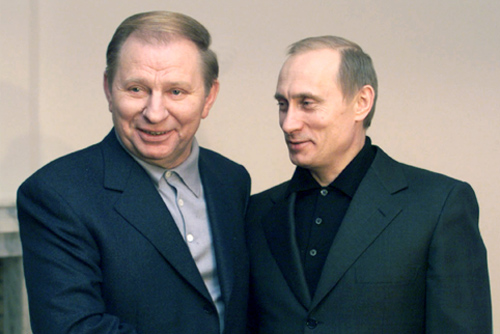
Путін і Кучма

- 16 січня відкрилося перше засідання Ради Федерації Федеральних Зборів РФ в новому складі. Відповідно до Федерального закону від 19 липня 2000 року про порядок формування Ради Федерації, місця регіональних керівників у верхній палаті зайняли їхні представники.
- 18 квітня Володимир Путін звернувся до Федеральних зборів з щорічним зверненням, яке в основному було присвячено адміністративній реформі і проблемам економіки.
- 23-24 квітня в Ашхабаді пройшов перший саміт п'яти прикаспійських держав — Росії, Азербайджану, Ірану, Казахстану, Туркменістану з визначення статусу Каспійського моря.
- 24 травня в Москві президенти РФ і США Володимир Путін і Джордж Буш підписали Спільну декларацію про нові стратегічні відносини між Росією і США і Договір про скорочення стратегічних наступальних потенціалів. Документи були підписані під час офіційного візиту президента США до Росії.
- 28 травня президент Росії взяв участь в саміті Росія-НАТО, що проходив на базі ВПС Італії Пратика-ди-Маре під Римом, де була підписана Декларація про новий формат відносин між РФ і альянсом (Римська декларація), на основі якої заснована Рада Росія-НАТО у форматі «двадцятки».
- 26-27 червня в Кананаскисі, Канада, президент Росії взяв участь в саміті «вісімки», де було оголошено про те, що Росія 2006 року очолить зустріч лідерів 8 країн.
- В ніч з 1 на 2 липня в небі над Німеччиною відбулося зіткнення російського пасажирського літака Ту-154 «Башкирських авіаліній» і вантажного «Боїнгу-757» міжнародного кур'єрського зв'язку DHL. Унаслідок катастрофи загинуло 71 людина, зокрема 52 школярі, що прямували на відпочинок до Іспанії.
- 24 липня президент Росії підписав Федеральний закон «Про оборот земель сільськогосподарського призначення». Документ вперше узаконив приватну власність на сільгоспземлі, купівлю-продаж землі для громадян Росії. 25 липня президентом РФ підписаний Федеральний закон «Про альтернативну громадянську службу».
- 14 серпня Володимир Путін підписав указ «Про Раду при президенті РФ з фізичної культури і спорту». Відтоді цей орган збирався щорічно на засідання, які очолював президент РФ.
- 19 серпня в Чечні над Ханкалою бойовиками був збитий вертоліт Мі-26 Міністерства оборони РФ, на борту якого знаходилися близько 150 людей, з них 121 загинуло. Це найбільша катастрофа у ВПС сучасної Росії. Президент Володимир Путін оголосив 22 серпня днем жалоби в країні.
- З 9 до 16 жовтня пройшов Всеросійський перепис населення, перший з часу розпаду СРСР.
- 14 жовтня президент Росії Володимир Путін підписав указ «Про видання Великої російської енциклопедії». Перший з тридцяти томів енциклопедії вийшов у світ у серпні 2004 року.
- 23 жовтня в Москві чеченськими бойовиками був захоплений Театральний центр на Дубровці. В результаті спецоперації було звільнено понад 750 заручників. Застосування за наказом В. Путіна спецзасобів призвело до загибелі 129 заручників. За його ж наказом бойовики, що внаслідок застосування спецзасобу знепритомніли, були вбиті бійцями спецзагону. 28 жовтня 2002 року указом президента Росії був оголошений загальнонаціональний траур.
- 7 листопада Європейський союз надав Росії статус країни з ринковою економікою.
- 30 грудня президент Путін підписав закон про бюджет на 2003 рік. Вперше в історії Росії бюджет був розроблений з обов'язковою умовою створення з ним фінансового резерву.

### 2003 рік

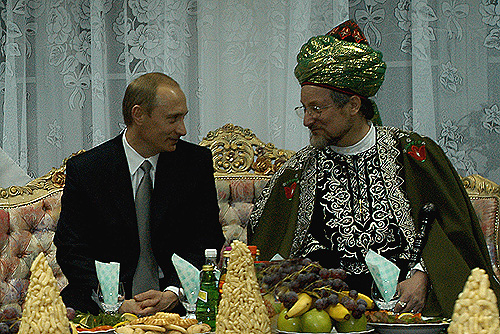
Путін і Талгат Таджуддін (Верховний муфтій Росії)

- 28 січня президент Росії поставив свій підпис під Договором про російсько-український державний кордон, що визначив сухопутний кордон між двома державами. Зафіксований статус Азовського моря і Керченської протоки як внутрішніх вод двох країн. Питання про морський кордон було виділене в окремий предмет для переговорів.
- 5-18 березня в Пекіні відбулася перша сесія ВСНП десятого скликання, у ході якої було вибрано нове керівництво країни. Головою КНР став Ху Цзіньтао. З першої зустрічі в травні 2003 року голів держав Росії і Китаю контакти керівників мали регулярний характер. Загалом було проведено 5 зустрічей в рамках офіційних візитів і 18 — на полях міжнародних форумів.
- 28 квітня в Душанбе Договір про колективну безпеку, в який входять Вірменія, Білорусь, Казахстан, Киргизстан, Росія і Таджикистан, був перетворений в Організацію Договору про колективну безпеку.
- 16 травня глава російської держави вкотре виступив зі зверненням до Федеральних зборів, у якому визначив пріоритети, — подвоєння ВВП за 10 років, досягнення повної конвертованості рубля, національну безпеку, військову реформу.
- З 23 травня до 1 червня пройшли урочистості, присвячені 300-річчю Санкт-Петербургу. У святкуванні взяли участь лідери 44 країн.
- 1-3 червня в Евіані, Франція, президент Росії взяв участь у саміті «вісімки».
- 15 червня в Стрельні, в околицях Санкт-Петербурга, вперше відбулася церемонія вручення Міжнародної енергетичної премії «Глобальна енергія» — першої наукової премії в світі, яка вручається за видатні відкриття і розробки в області енергії і енергетики.
- 19 червня Росія стала повноправним членом ФАТФ — Міжнародної групи з боротьби з фінансовими зловживаннями.
- 24-27 червня відбувся державний візит Путіна до Великої Британії — в рік, коли святкувалося 450-річчя встановлення дипломатичних відносин двох країн і через 159 років після останнього державного візиту до цієї країни.
- 1 липня набув чинності новий порядок транзиту громадян Росії, що виїжджають до Калінінграду і назад через Литву.
- 25 вересня президент РФ Володимир Путін виступив на 58-й сесії ГА ООН.
- 5 жовтня в Чечні, відповідно до нової конституції президентом республіки був вибраний Ахмат Кадиров. Він загинув 9 травня 2004 року при теракті в Грозному.
- 7 жовтня присуджена Нобелівська премія з фізики за 2003 рік російським ученим Олексію Абрикосову і Віталію Гінзбургу за «вирішальний внесок в пояснення двох феноменів квантової фізики: надпровідності і надтекучості». Того ж дня президент РФ привітав учених з присудженням нагороди.
- 23 жовтня відбулося відкриття авіабази в Канті, Киргизстан, першого після розпаду СРСР російського військового об'єкта на території іноземної держави.
- 7 грудня пройшли вибори в Державну Думу Федеральних Зборів Російської Федерації четвертого скликання. По федеральному виборчому округу 5-процентний бар'єр подолали три політичні партії: «Єдина Росія», КПРФ і ЛДПР і виборчий блок «Родина».

### 2004 рік

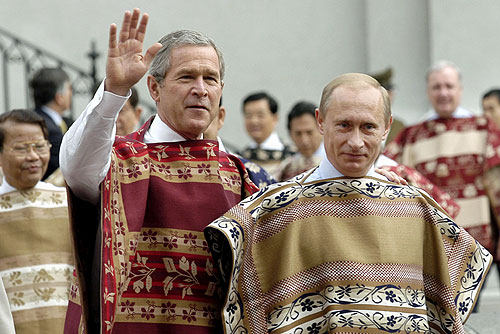
Путін і Буш

- 9 січня в ході офіційного візиту президента Росії до Казахстану підписаний договір про продовження оренди космодрому Байконур до 2050 року.
- 23 січня офіційно почалися роботи за проєктом «Сахалін-2» — будівництво наземної трубопровідної системи.
- 6 лютого в Москві на Замоськворецькой лінії метро на перегоні між станціями «Автозаводская» і «Павелецкая» у вагоні терористи привели в дію вибуховий пристрій потужністю від 1 до 5 кг в тротиловому еквіваленті. У тунелі виникла пожежа. Унаслідок теракту на місці загинули 40 осіб, понад 130 були поранені. Того ж дня президент РФ виразив співчуття сім'ям загиблих.
- 24 лютого президент Росії Володимир Путін відправив у відставку уряд під керівництвом Михайла Касьянова. 5 березня головою уряду РФ указом президента був призначений Михайло Фрадков.
- 14 березня Володимир Путін обраний президентом Росії на другий чотирирічний термін, набравши 71,31 відсотка голосів.
- 25 березня президент РФ підписав федеральний конституційний закон про утворення у складі РФ першого суб'єкта Російської Федерації, утвореного внаслідок об'єднання Пермської області і Комі-Пермяцького АО. Спочатку, відповідно до Конституції 1993 року на карті РФ було 89 суб'єктів, 2008 року в складі Росії 83 суб'єкти.
- 29 березня прем'єр-міністри Болгарії, Латвії, Литви, Румунії, Словаччини, Словенії і Естонії здали ратифікаційні документи про вступ своїх країн в НАТО. Президент РФ, приймаючи 8 квітня в Кремлі генерального секретаря НАТО Яапа де Хоопа Схеффера, підтвердив негативне ставлення Москви до розширення альянсу, але пообіцяв розвивати відносини «в позитивному напрямку».
- 1 травня в Дубліні, Ірландія, відбулася офіційна церемонія прийняття в Європейський союз 10 країн Центральної, Східної Європи і Середземномор'я — найзначніше розширення ЄС за всю історію союзу. Останніми в ЄС були прийняті 1 січня 2007 року Болгарія і Румунія.
- 7 травня в Андріївському залі Кремля відбулася церемонія вступу на посаду президента Володимира Путіна.
- 26 травня президент Росії Володимир Путін виступив з п'ятим зверненням до Федеральних зборів. Головними його темами стали подвоєння ВВП не за 10 років (про що йшлося в попередньому посланні), а до 2010 року, підвищення добробуту громадян.
- 5-6 червня у Франції в містах Кан і Арроманш пройшли урочистості з нагоди 60-річчя висадки десанту союзників в Нормандії. У заході взяли участь голови держав і урядів 17 країн, зокрема президент Росії Володимир Путін.
- 8-10 червня на острові Сі-Айленд в США, штат Джорджія, президент Росії взяв участь в саміті «вісімки».
- 21 липня президент РФ підписав закон, що посилює відповідальність за терористичну діяльність і за скоєння особливо тяжких злочинів аж до довічного ув'язнення.
- 2-6 серпня на території Казахстану і Киргизстану пройшли перші повномасштабні навчання з боротьби з тероризмом «Рубіж-2004» Колективних сил швидкого розгортання країн-учасниць Організації Договору про колективну безпеку.
- 24 серпня внаслідок терактів практично одночасно відбулися дві великі авіакатастрофи пасажирських літаків, що вилетіли з московського аеропорту «Домодедово». Літак Ту-134, що слідував рейсом Москва-Волгоград, розбився в Тульській області. У Ростовській області потерпів катастрофу Ту-154, що виконував рейс Москва-Сочі. Загалом загинули 90 людей. 26 серпня указом президента в країні був оголошений траур.
- 1 вересня в місті Беслані в Північній Осетії загін бойовиків захопив у заручники 1156 дітей, батьків і вчителів у школі № 1. 3 вересня була проведена операція зі звільнення дітей і дорослих. Унаслідок теракту загинули 330 людей, зокрема 172 дитини. 6-7 вересня указом президента країни в Росії був оголошений траур.
- 13 вересня Володимир Путін на розширеному засіданні уряду за участю голів суб'єктів Росії запропонував новий порядок обрання вищих посадових осіб суб'єктів Федерації законодавчими зборами за поданням голови держави, а також запропонував проводити вибори в Держдуму за пропорційною системою.
- 11 грудня президент підписав закон, який змінив виборче законодавство, що стосуються обрання губернаторів і голів республік. Першим процедуру призначення за новими правилами пройшов губернатор Приморського краю Сергій Дарькін 31 січня 2005 року.
- 21 вересня почався дальній похід авіаносної багатоцільової групи Північного флоту до Атлантики. У її склад входили 11 кораблів, зокрема, флагман Північного флоту важкий атомний ракетний крейсер «Петро Великий» і важкий авіаносний крейсер «Адмірал Ковальов». У Атлантиці кораблі «Адмірал Левченко» і «Североморськ» брали участь в спільних російсько-американських маневрах «Північний орел-2004» — перших в історії відносин двох морських держав.
- 29 вересня в Москві на аукціоні був проданий держпакет акцій російської нафтової компанії «Лукойл» у розмірі 7,59 %. Переможцем торгів стала американська нафтова компанія ConocoPhillips, що запропонувала за виставлений пакет 1,9 млрд доларів.
- 16-18 жовтня президент Росії Володимир Путін знаходився з першим офіційним візитом в Таджикистані. У ході візиту відкрита російська військова база. 9 грудня Росія офіційно передала Таджикистану памірську ділянку таджицько-афганського кордону (881 км), яку доти охороняли російські прикордонники.
- 18 жовтня в Душанбе відбувся саміт Організації «Центрально-Азійська співпраця», що об'єднала Казахстан, Киргизстан, Таджикистан і Узбекистан. У ході саміту президент Володимир Путін підписав Протокол про приєднання Росії до ЦАС.
- 4 листопада президент РФ Володимир Путін підписав Федеральний закон «Про ратифікацію Кіотського протоколу до Рамкової конвенції ООН про зміну клімату». Протокол набрав чинності 16 лютого 2005 року.
- 19 грудня в Москві пройшов аукціон з продажу 76,79 відсотка акцій ВАТ «Юганскнефтегаз» — основного нафтовидобувного підприємства компанії ЮКОС. Пакет акцій придбала компанія «Байкалфінансгруп» за 9 млрд доларів.

### 2005 рік
- 11 січня в Новосибірську на нараді з питань розвитку інформаційних технологій президент РФ Володимир Путін оголосив про початок реалізації комплексної програми розвитку галузі на 2005—2010 роки.
- 27 січня в Польщі президент Росії взяв участь в заходах, присвячених 60-річчю звільнення радянськими військами концтабору Аушвіц.
- 8 березня в селищі Толстой-Юрт в Чечні, внаслідок спецоперації убитий Аслан Масхадов.
- 18 березня в Єлисейському палаці в Парижі відбулася зустріч лідерів чотирьох країн — Росії, Німеччині, Іспанії і Франції, єдина в такому форматі.
- 3 квітня Володимир Путін висловив співчуття у зв'язку з кончиною Папи Римського Івана Павла II.
- 6 квітня в ході зустрічі президента Росії Володимира Путіна і президента Таджикистану Емомалі Рахмонова в Сочі був підписаний документ про передачу у власність Росії комплексу оптико-електронної розвідки «Нурек».
- 11-15 квітня в Ганновері пройшов найбільший у світі щорічний міжнародний промисловий ярмарок, який був відкритий президентом РФ Володимиром Путіним і канцлером ФРН Герхардом Шредером. Статус почесного гостя «країна-партнер» вперше отримала Росія. За останніх 7 років жодній державі не було присвоєно такого статусу.
- 13 квітня ГА ООН прийняла Міжнародну конвенцію з боротьби з актами ядерного тероризму, розроблену за ініціативою Росії. Конвенція була відкрита до підписання 14 вересня в штаб-квартирі ООН в Нью-Йорку в ході Саміту з участю понад 170 голів держав і урядів. Першим свій підпис під документом поставив президент Росії Володимир Путін.
- 20 квітня Володимир Путін направив привітання Його Святості Папі Римському Бенедикту XVI з нагоди обрання на апостольський престол.
- 25 квітня президент Росії виступив з черговим зверненням до Федеральних Зборів РФ, в якому поставлені основні завдання: скасування податку на майно, що передається у спадок або шляхом дарування, відмова від перегляду підсумків приватизації, контроль за стратегічними галузями.
- 26-27 квітня президент РФ знаходився в Єгипті з робочим візитом — першим за 40 років візитом голови Росії в цю країну. Виступив з ініціативою проведення в Москві Міжнародної конференції з Близького Сходу.
- 27-29 квітня президент РФ Володимир Путін відвідав Ізраїль і території Палестинської національної адміністрації з робочими візитами. До Путіна керівники Росії і СРСР Ізраїль і Палестинську автономію не відвідували. 8-9 травня в Москві в урочистих заходах на честь 60-річчя Перемоги взяли участь глави держав і урядів 53 країн.
- 10 травня в Москві на саміті ЄС-Росія були затверджені «дорожні карти» з формування чотирьох загальних просторів — економічного; загального простору свободи, безпеки і правосуддя; із зовнішньої безпеки і з науки і освіти, включаючи культурні аспекти. 7 грудня в Брюсселі відбулося перше в історії відносин Росії і Європейського союзу спільне засідання російського уряду і Європейської комісії, де був розглянутий хід реалізації «дорожніх карт».
- 18 травня президент РФ Володимир Путін підписав Федеральний закон «Про вибори депутатів Державної Думи Федеральних Зборів Російської Федерації». Відповідно до документа, вибори в Держдуму РФ проходитимуть тільки за пропорційною системою. До розподілу депутатських мандатів допускаються партії, що подолали 7-процентний бар'єр.
- 25 травня в Москві відбулася значна техногенна катастрофа. Унаслідок аварії на підстанції Чагино відбувся збій в енергосистемах, без електрики залишилися близько 2 млн людей. Аварія також торкнулася Московської, Тульської і Калузької областей.
- 31 травня Міщанський суд Москви засудив колишнього главу НК «ЮКОС» Михайла Ходорковського і главу Групи МЕНАТЕП Платона Лебедева до 9 років позбавлення волі з відбуванням покарання в колонії загального режиму. 22 вересня Мосгорсуд зменшив покарання засудженим до 8 років.
- 2 червня президент Росії Володимир Путін і президент Казахстану Нурсултан Назарбаєв відвідали Байконур, де взяли участь в урочистостях, присвячених 50-річчю космодрому.
- 14-16 червня Володимир Путін вперше взяв участь в роботі Петербурзького економічного форуму.
- 23 червня в Москві на сесії Ради колективної безпеки Організації Договору про колективну безпеку президент РФ був вибраний головою Ради, займав цей пост до червня 2006 року. 29 червня в Сані, Ємен, на 32-й конференції міністрів закордонних справ країн-членів Організації Ісламська конференція Росія отримала статус спостерігача.
- 6-8 липня в шотландському містечку Гленіглс, Велика Британія, відбувся саміт «вісімки», в якому взяв участь президент Росії.
- 17 серпня Путін спостерігав за ученнями Північного флоту в акваторії Баренцевого моря з борту важкого атомного ракетного крейсера «Петро Великий». Кульмінацією учень став успішний пуск МБР РСМ-54 «Синева» з підводного положення з борту АПЛ «Єкатеринбург».
- 23-30 серпня пройшли урочисті заходи, присвячені 1000-річчю Казані. 26 серпня відбувся саміт голів СНД.
- 1 вересня президент підписав розпорядження про відкликання російського підпису під російсько-естонськими договорами про державний кордон і про розмежування морських просторів в Нарвській і Фінській затоках. Це було зроблено у зв'язку з тим, що в червні в преамбулу документів естонська сторона додала посилання на Тартуський договір від 1920 року, згідно з яким Естонії відійшли території, які 1944 року увійшли до складу РРФСР.
- 5 вересня Володимир Путін виступив з ініціативою реалізації пріоритетних національних проєктів на розширеній нараді з членами уряду, керівництвом ФС РФ і членами президії Держради. 21 жовтня при президенті РФ утворена Рада з реалізації нацпроєктів. 1 січня 2006 року в Росії почалася реалізація проєктів «Здоров'я», «Доступне і комфортне житло — громадянам Росії», «Освіта» і «Розвиток АПК».
- 8 вересня під час робочого візиту до Німеччини глава російської держави підписав з федеральним канцлером ФРН Герхардом Шредером спільну заяву про співпрацю в області енергетики. У присутності лідерів держав російська компанія «Газпром» і німецькі концерни «BASF» і «E.on» підписали угоду про будівництво Північно-Європейського газопроводу.
- 9 вересня під час робочого візиту до Греції Володимир Путін побував на Святій горі Афон, ставши першим главою російської держави, який відвідав це святе для православних місце.
- 14-16 вересня в Нью-Йорку в рамках 60-ї ювілейної сесії Генеральної Асамблеї ООН відбулося пленарне засідання високого рівня — саміт-2005, в якому взяли участь глави держав і урядів 151 країни. 15 вересня з трибуни ГА виступив президент РФ Володимир Путін.
- 5 жовтня в ході робочого візиту до Великої Британії Володимир Путін вручив російські державні нагороди британським морякам, що брали участь в операції з порятунку екіпажа російського батискафа АС-28, який зазнав лиха в Тихому океані 4 серпня.
- 14 листопада Володимир Путін провів велику реорганізацію у владних структурах країни. Відповідно до указів президента першим заступником голови уряду РФ призначений Дмитро Медведєв, Сергій Іванов — віцепрем'єром уряду при збереженні поста міністра оборони.
- 17 листопада президент РФ Володимир Путін під час робочої поїздки до Туреччини взяв участь в офіційній церемонії відкритті газопроводу «Блакитний потік».
- 22 листопада бундестаг ФРН вибрав новим канцлером Ангелу Меркель. За три роки Ангела Меркель зустрічалася з Путіним 11 разів.
- 12 грудня президент РФ Володимир Путін відвідав Грозний і виступив на першому засіданні нового парламенту Чечні, вибраного 27 листопада. Вперше Володимир Путін відвідав Чечню як в.о. президента 1 січня 2000 року, потім 20 березня 2000 року, 14 квітня 2001 року і двічі — 2004 року.
- 13-14 грудня президент РФ Володимир Путін знаходився в Куала-Лумпурі, Малайзія. 13 грудня взяв участь в першому саміті Росія-АСЕАН. 14 грудня президент Росії як гість виступив на засновницькому саміті Східноазійського товариства, до складу якого увійшли 10 країн АСЕАН, а також Китай, Японія, Південна Корея, Індія, Австралія і Нова Зеландія.
- 21 грудня з атомного підводного крейсера «Дмитро Донськой» проведений запуск з підводного положення балістичної ракети морського базування «Булава», яка успішно вразила ціль на полігоні «Кура» на Камчатці.
- 22 грудня президент РФ підписав федеральний закон, відповідно до якого була збільшена державна допомога громадянам, що мають дітей.
- 23 грудня в селищі Горний в Саратовській області були знищені останні запаси хімічної зброї, що зберігалася на цьому об'єкті з 40-х років XX століття. Комбінат з перероблення ОР введений в експлуатацію в грудні 2002 року. У вересні 2006 року введений в дію третій об'єкт зі знищення хімічної зброї. Росія в повному об'ємі виконує міжнародні зобов'язання щодо знищення хімічної зброї.

### 2006 рік

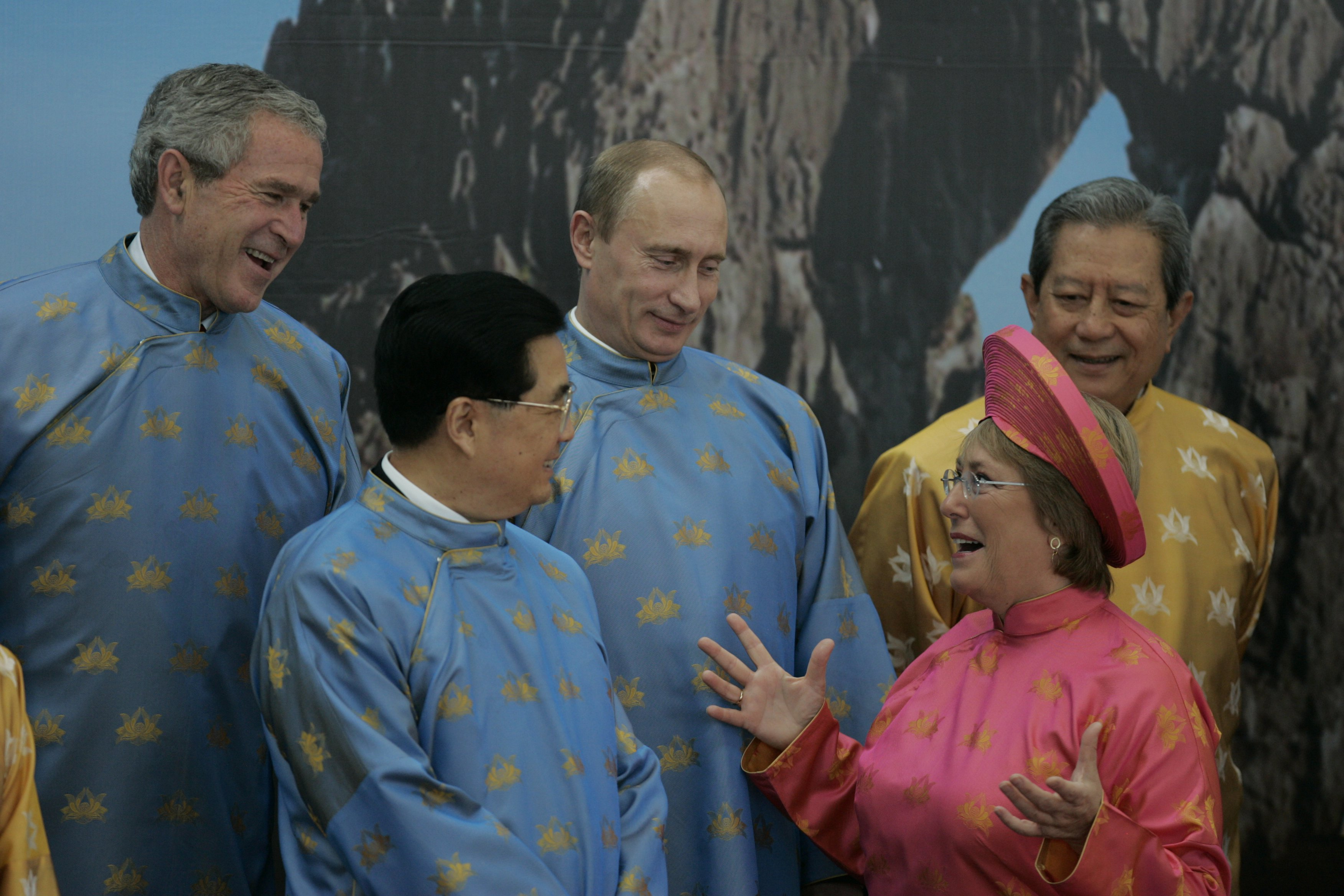
Путін в компанії Дж. Буша молодшого і Ху Цзіньтао

- 25 січня в Санкт-Петербурзі на саміті Евразес президент РФ Володимир Путін виступив з ініціативою створення на території Росії Міжнародного центру зі збагачення урану під контролем МАГАТЕ. 10 травня 2007 року в Астані підписана угода про установу МЦЗУ в Ангарську, Іркутська область.
- 20 лютого Володимир Путін підписав указ про створення Об'єднаної авіабудівної корпорації.
- 10 березня президент РФ Володимир Путін знаходився з офіційним візитом в Алжирі — першим в історії відносин двох країн.
- 11 квітня Росія стала повноправним членом Продовольчої і сільськогосподарської організації Об'єднаних Націй. З 1987 року країна мала лише статус спостерігача у ФАО. Закон «Про ухвалення Російською Федерацією Статуту ФАО» був підписаний президентом Росії Володимиром Путіним 20 лютого 2006 року.
- 28 квітня в Іркутській області почалося будівництво найпротяжнішого (4,13 тис. км) в Росії нафтопроводу Східний Сибір — Тихий океан.
- 10 травня Володимир Путін звернувся зі щорічним посланням до Федеральних Зборів РФ, в яких особливу увагу сконцентрував на сімейних і демографічних проблемах, а також на обороноздатності країни.
- 27 червня президент РФ Володимир Путін виступив з пропозицією до США почати переговорний процес щодо заміни Договору про скорочення і обмеження стратегічних наступальних озброєнь (СНВ-1), термін дії якого закінчується 2009 року.
- 6 липня президент РФ підписав Федеральний закон, відповідно до якого з 1 січня 2008 року передбачається перехід на 12-місячну військову службу за призовом.
- 9 липня в аеропорту Іркутська при посадці зазнав катастрофи Аеробус А-310, загинули 125 людей. 10 липня указом президента в Росії оголошений день жалоби.
- 10 липня в районі села Єкажево в Інгушетії внаслідок спецоперації був знищений один з лідерів чеченських бойовиків Шаміль Басаєв.
- 15-17 липня в передмісті Санкт-Петербурга Стрельні вперше під керівництвом Росії пройшов 32-й саміт «Великої вісімки». Основними темами були: енергетична безпека, боротьба з інфекційними захворюваннями і освіта.
- 1 серпня московський арбітражний суд визнав банкрутом нафтову компанію ЮКОС і відкрив конкурсне управління строком на один рік.
- 21 серпня Росія завершила всі розрахунки з дострокового погашення боргу колишнього СРСР Паризькому клубу і натепер не є країною-дебітором клубу. Відтоді Росія діє в рамках цієї організації як країна-кредитор.
- 22 серпня за 45 км від Донецька в Україні зазнав катастрофи російський пасажирський літак Ту-154М. Всі, хто знаходилися на борту авіалайнера, 170 осіб загинули. 24 серпня указом президента в країні оголошений день трауру.
- 5-6 вересня президент РФ Володимир Путін знаходився з офіційним візитом в ПАР, ставши першим керівником країни, що відвідав цю державу.
- 9 вересня атомний підводний ракетний крейсер «Єкатеринбург» вперше за останні десятиліття виконав пуск з Північного полюса балістичної ракети. Президент Росії розпорядився представити до нагород екіпаж крейсера. Командир АПК був удостоєний звання Героя Росії 2007 року.
- 9 жовтня Північна Корея заявила про успішне проведення ядерного випробування. Того ж дня на нараді з членами уряду глава держави заявив: «Росія засуджує ядерні випробування КНДР, які завдали величезного збитку процесу нерозповсюдження ЗМЗ».
- 5 грудня президент РФ підписав закон про внесення змін і доповнень до виборчого законодавства, що передбачають, зокрема, зняття мінімального порогу явки виборців на виборах будь-якого рівня.
- 5 грудня Володимир Путін підписав федеральний закон «Про внесення змін до окремих законодавчих актів РФ в частині державної підтримки громадян, що мають дітей», а 29 грудня — федеральний закон про так званий «материнський капітал».
- 22 грудня Володимир Путін в Києві взяв участь в першому засіданні російсько-української міждержавної комісії «Путін-Ющенко». Друге засідання цієї комісії пройшло в Москві 12 лютого 2008 року.

### 2007 рік

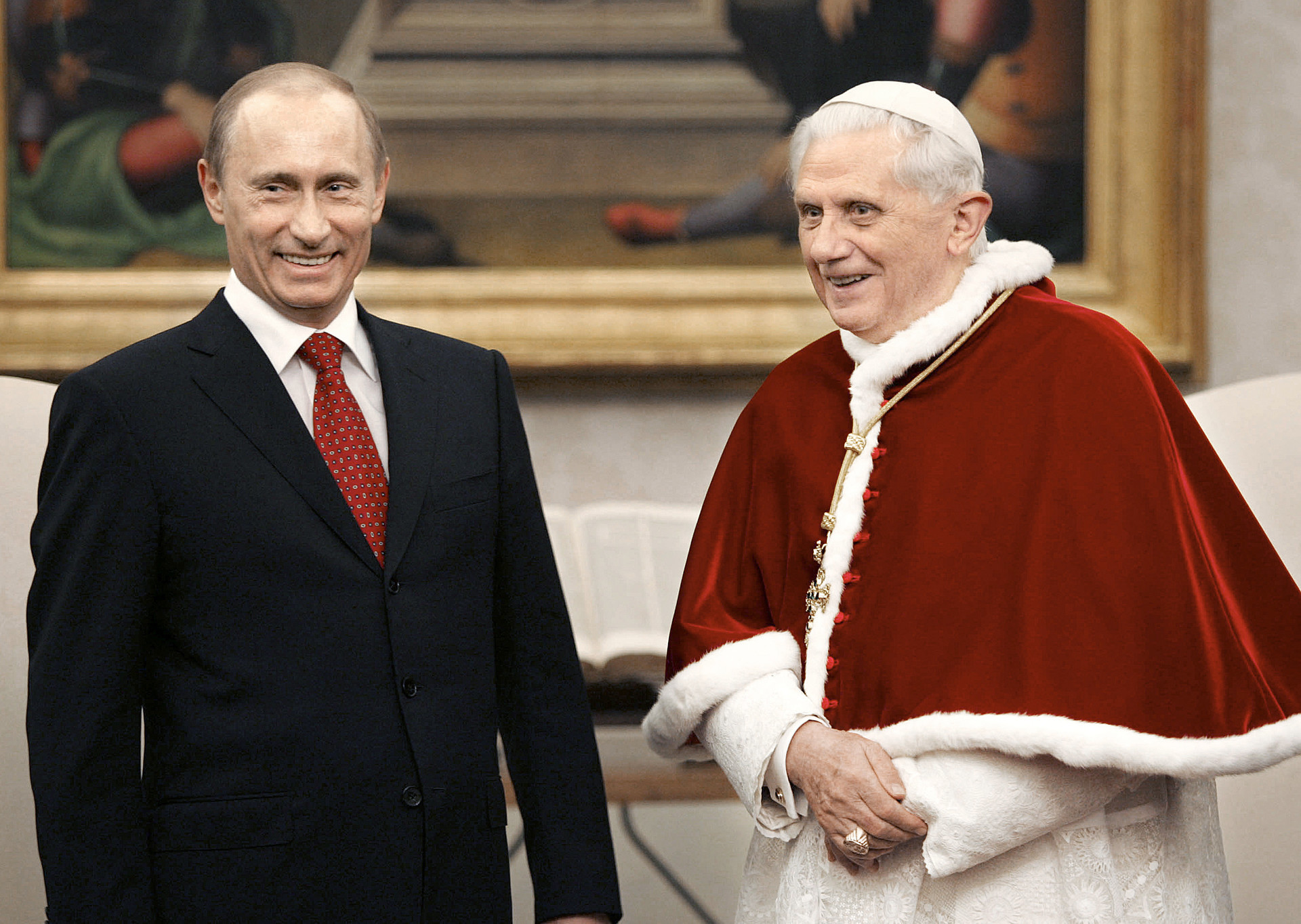
Путін і Папа Римський Бенедикт XVI

- 1 січня вступив на посаду новий генеральний секретар ООН Пан Гі Мун. Свій перший візит до Росії він здійснив 9-11 квітня 2008 року.
- 10 січня набрав чинності Федеральний закон РФ «Про спеціальні економічні заходи», які глава держави зможе вводити в умовах міжнародної надзвичайної ситуації.
- 27 січня президент РФ Володимир Путін у Владивостоку провів спеціальну нараду з питань підготовки до керівництва Росії на форумі АТЕС 2012 року. 9 вересня цього ж року лідери країн АТЕС на саміті в Сіднеї підтримали ініціативу проведення форуму 2012 року у Владивостоці.
- 5 лютого президент РФ Володимир Путін підписав закон про внесення змін до Федерального конституційного закону «Про Конституційний суд РФ», відповідно до якого місцем розташування Конституційного суду буде Санкт-Петербург. З 21 травня 2008 року КС працюватиме в північній столиці.
- 10 лютого президент РФ Володимир Путін виступив в Мюнхені на 43-й Міжнародній конференції з питань політики безпеки, де різко розкритикував плани США розмістити системи в Польщі і Чехії і жорстко виступив проти однополярного трактування сучасного світоустрою.
- 11-12 лютого Володимир Путін знаходився з офіційним візитом в Саудівській Аравії. Він став першим російським лідером, що відвідав цю країну.
- 2 березня парламент Чеченської Республіки затвердив Рамзана Кадирова президентом республіки. Його кандидатуру вніс президент РФ на розгляд законодавчого органу республіки 1 березня. Рамзан Кадиров змінив на цій посаді Алу Алханова, що достроково пішов у відставку.
- 15 березня в Афінах відбулися переговори президента РФ Володимира Путіна з головами урядів Греції і Болгарії Костасом Караманлісом і Сергієм Станішевим. У присутності трьох лідерів підписана угода про будівництво нафтопроводу Бургас-Александруполіс.
- 21 березня президент РФ Володимир Путін оголосив в Російській Федерації жалобу в зв'язку з трагічними подіями, подіях в країні 17-20 березня. Унаслідок аварії на шахті «Ульяновская» в Кемеровській області, катастрофи пасажирського літака Ту-134 в аеропорту Самари і пожежі в будинку літніх людей в Краснодарському краю загинули 179 осіб.
- 27 березня підписаний договір «Про державний кордон між Росією і Латвією». Переговори велися 10 років — основні розбіжності стосувалися Питаловського району Псковської області, який до Другої світової війни входив до складу латвійської області Латгале. Латвійська сторона відмовилася від територіальних претензій.
- 15 квітня новий російський головний атомний підводний човен четвертого покоління «Юрій Долгорукий» спущена на воду в Северодвінську в акваторії заводу «Севмаш». Човен матиме на озброєнні ракетний комплекс «Булава».
- 23 квітня на 77-му році життя помер перший президент Росії Борис Єльцин. Похорон глави держави вперше за останніх 113 років пройшли за християнською традицією. 25 квітня Борис Єльцин був похований на Новодевічому кладовищі, цього дня президент РФ оголосив у країні національний траур.
- 26 квітня глава держави виступив з останнім, восьмим, зверненням до Федеральних Зборів РФ, в яких зробив важливу зовнішньополітичну заяву про намір Росії ввести мораторій на дію Договору про обмеження звичайних озброєнь в Європі.
- 26 квітня президент РФ Володимир Путін підписав Федеральний закон про внесення змін до Бюджетного кодексу РФ, відповідно до яких федеральний бюджет затверджуватиметься на три роки. Стабілізаційний фонд перетворений у Резервний фонд і Фонд національного добробуту.
- 27 квітня президент РФ Володимир Путін підписав перші укази про присвоєння почесного звання «Місто військової слави» Бєлгороду, Курську і Орлу. Пізніше почесне звання було присвоєне ще 6 містам.
- 12 травня в Туркменістані в місті Туркменбаши відбулися трибічні переговори президентів Росії, Казахстану і Туркменістану, за підсумками яких підписана Спільна декларація про будівництво Прикаспійського газогону.
- 16 травня Росія отримала запрошення на вступ до Організації економічного співробітництва і розвитку (ОЕСР), що об'єднує 30 промислово розвинених держав світу. Заявку на членство РФ подала 1996 року. На думку МЗС РФ, переговорний процес має завершитися до 2010 року.
- 17 травня в Москві в Храмі Христа Спасителя Патріарх Московський Алексій II і першоієрарх Російської Православної Церкви Закордоном митрополит Лавр підписали Акт про канонічне спілкування, що проголошує єдність Російської православної церкви. На урочистій церемонії був присутній президент РФ.
- 29 травня з космодрому Плесецьк проведений перший випробувальний пуск прототипу нової міжконтинентальної балістичної ракети РС-24, оснащеної головкою, що відокремлюється.
- 7 червня президент РФ Володимир Путін на саміті «вісімки» в місті Хайлігендамм, Німеччина, запропонував США як альтернативу розгортанню систем ПРО в Європі спільно використовувати Габалінську станцію радіолокації. Цей об'єкт, що орендується Росією і знаходиться в Азербайджані, входить в систему російської протиракетної оборони.
- 25-26 червня Росію відвідав генеральний секретар НАТО Яап де Хооп Схеффер, який взяв участь в урочистому засіданні Ради Росія — НАТО з нагоди 10-річчя підписання «Основоположного акту про відносини Росії і НАТО» і 5-х роковин створення Ради Росія-НАТО. Керівник НАТО був прийнятий президентом Путіним.
- 2-3 липня в ході робочого візиту в США відбулася зустріч президентів РФ і США Путіна і Буша в резиденції родини Бушів в Кеннебанкпорті, штат Мен. Глава російської держави став першим іноземним лідером, якого запросив у свою резиденцію Буш. Путін запропонував створити в Москві і Брюсселі центр обміну інформацією про ракетні пуски і, крім того, використовувати станцію, що будувалася на півдні Росії з попередження ракетних пусків, спільно з США.
- 3-4 липня Володимир Путін знаходився в Гватемалі з робочим візитом — першим в історії відносин двох країн. 4 липня на 119-й сесії МОК виступив на презентації міста Сочі як столиці зимової Олімпіади 2014 року. 5 липня Сочі вибране столицею Олімпійських ігор.
- 19 липня Володимир Путін підписав Федеральний закон «Про Російську корпорацію нанотехнологій».
- 2 серпня вперше у світовій історії в ході унікальної арктичної експедиції на Північний полюс з науково-дослідного судна «Академік Федоров» проведено занурення на глибину близько 4300 метрів двох російських глибоководних апаратів «Мир-1» і «Мир-2». Учені і дослідники, досягнувши дна Північного Льодовитого океану, узяли зразки води, льоду і ґрунту і встановили на дні океану прапор Росії. Указом Володимира Путіна провідним учасникам експедиції присвоєне звання Героя Росії.
- 17 серпня на полігоні Чебаркуль Челябінської області глави шести держав ШОС спостерігали за завершальним етапом спільних командно-штабних антитерористичних навчань країн Шанхайської організації співпраці.
- 10 вересня президент РФ Володимир Путін знаходився з одноденним офіційним візитом в Об'єднаних Арабських Еміратах. Це перша подорож російського керівника за всю 35-річну історію двосторонніх відносин.
- 12 вересня президент РФ Володимир Путін прийняв відставку уряду на чолі з Михайлом Фрадковим, який пропрацював три з половиною роки. Цього ж дня президент вніс до Державної Думи кандидатуру Віктора Зубкова для затвердження на посаді прем'єр-міністра. 14 вересня нижня палата дала згоду на призначення Зубкова головою уряду.
- 1 жовтня делегати VIII, передвиборчого з'їзду «Єдиної Росії» звернулися до президента Росії з проханням очолити федеральний список партії на виборах в Держдуму п'ятого скликання. У виступі на з'їзді Володимир Путін заявив про згоду очолити список «Єдиної Росії». На виборах до Державної думи Російської Федерації 2007 року очолював виборчий список політичної партії «Єдина Росія», залишаючись безпартійним[44].
- 6 жовтня в Душанбе пройшло засідання Міждержавної ради Євразійського економічного товариства. Головний підсумок зустрічі — підписання президентами Росії, Білорусі, Казахстану, Киргизстану, Таджикистану і Узбекистану угоди про формування єдиної митної території.
- 26 жовтня Путін взяв участь в ювілейній, 20-й зустрічі на вищому рівні Росія-ЄС, яка проходила в місті Мафра в Португалії.
- 30 жовтня президент РФ Володимир Путін підписав закон «Про Державну корпорацію з будівництва олімпійських об'єктів і розвитку міста Сочі як гірськокліматичного курорту».
- 15 листопада територію Грузії покинув останній ешелон з технікою і майном російської військової бази в Батумі. У червні 2007 року була розформована російська база в Ахалкалакі.
- 23 листопада указом президента РФ створена Державна корпорація зі сприяння розробці, виробництву і експорту високотехнологічної промислової продукції «Ростехнології», структурним ядром якої став «Рособоронекспорт».
- 1 грудня президент РФ Володимир Путін підписав Федеральний закон «Про Державну корпорацію з атомної енергії „Росатом“».
- 2 грудня відбулися вибори депутатів Державної Думи п'ятого скликання. «Єдина Росія», чий список очолив Путін, набрала 64,30 % голосів виборців, КПРФ — 11,57, ЛДПР — 8,14, «Справедлива Росія» — 7,74.
- 12 грудня опівночі Росія ввела на своїй території мораторій на дію Договору про звичайні збройні сили в Європі (ДЗЗСЄ). Росія припинила виконання договору до ратифікації країнами НАТО Угоди про адаптацію ДЗЗСЄ, підписаного в Стамбулі 1999 року.
- 10 грудня президент РФ в Кремлі прийняв представників чотирьох партій — «Єдина Росія», «Справедлива Росія», Аграрна партія і партія «Громадянська сила», які запропонували кандидатуру Медведєва як єдиного кандидата на посаду президента РФ. Володимир Путін підтримав кандидатуру першого віцепрем'єра Дмитра Медведєва як кандидата на пост президента РФ. Своєю чергою, Медведєв оголосив про своє бажання бачити Путіна прем'єр-міністром Російської федерації, якщо він буде обраний президентом.
- 21 грудня до Шенгенської зони увійшли дев'ять країн Європи (Угорщина, Польща, Чехія, Словаччина, Словенія, Мальта, Латвія, Литва і Естонія). З цього дня були відкриті внутрішні сухопутні і водні кордони між країнами, повітряні межі — 30 березня 2008 року. Шенгенський простір об'єднує 24 країни.
- 2007 року в Росії була рекордна за останніх 25 років динаміка приросту народжуваності: народилися 1 млн 602,4 тисяч осіб, що на 145 тисяч більше, ніж в попередньому. Володимир Путін, виступаючи 14 лютого 2008 року на великій пресконференції в Кремлі заявив, що в Росії спостерігається бум народжуваності — «головне досягнення останніх восьми років». Підписані наприкінці 2006 року закони про індексацію допомоги при вагітності і пологах, догляду за дитиною, материнському капіталу були ініційовані особисто президентом РФ.

### 2008 рік

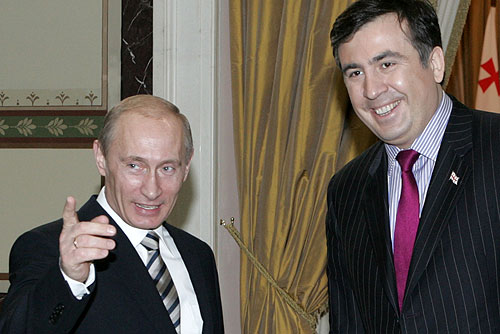
Путін і Саакашвілі

2 січня Володимир Путін взяв участь в церемонії відкриття гірськолижного туристичного центру «Червона Поляна», побудованого в рамках підготовки Сочі до зимових Олімпійських ігор 2014 року.
- У ніч з 27 на 28 січня було здійснено 8-е і останнє постачання російського ядерного палива до Ірану для 1-го енергоблока АЕС в Бушері (перша партія поступила на АЕС 16 грудня 2007 року). Транспортування кожної партії палива відбувалося «з дотриманням жорстких правил безпеки відповідно до вимог МАГАТЕ».
- 17 лютого парламент Косово в односторонньому порядку проголосив незалежність краю від Сербії. Президент Росії Володимир Путін, виступаючи в квітні на засіданні Ради Росія-НАТО в Бухаресті назвав ситуацію навколо Косово «поміж прикладів кричущого порушення міжнародного права».
- 21 лютого ВАТ «Газпром», Французька компанія «Тоталь» і норвезька «Статойлгидро» підписали угоду з реалізації першої фази освоєння Штокманівського газоконденсатного родовища, визначеного ресурсною базою для експорту російського газу до Європи через газопровід «Північний потік».
- 22 лютого Володимир Путін востаннє як голова держави виступив на саміті СНД в Москві.
- 2 березня в Росії відбулися чергові, п'яті вибори президента РФ. За вищий пост боролися 4 кандидати. Главою держави був вибраний перший віцепрем'єр РФ Дмитро Медведєв (70,28 відсотка голосів), висунутий партією «Єдина Росія». Інавгурація вибраного президента РФ відбулася 7 травня.
- 4 квітня у Бухаресті на засіданні Ради Росія-НАТО на вищому рівні виступив президент РФ Володимир Путін. На пресконференції за підсумками засідання, яке проходило в закритому режимі, президент заявив, що поява на кордонах Росії могутнього військового блоку буде сприйнята в Росії як пряма загроза безпеці країни. Напередодні Грузії і Україні на саміті НАТО було відмовлено в приєднанні до Плану дій зі вступу до Північноатлантичного альянсу.
- 5-6 квітня в Сочі відбулася остання, 27-ма за ліком, зустріч Володимира Путіна і Джорджа Буша. За підсумками переговорів була схвалена Декларація про стратегічні рамки двосторонніх відносин.
- 15 квітня на IX з'їзді Всеросійської політичної партії «Єдина Росія» була введена вища виборна посада — пост голови партії. Делегати з'їзду одноголосно вибрали на цей пост Володимира Путіна, він займе його 7 травня після закінчення терміну президентських повноважень.
- 16-17 квітня президент РФ знаходився з офіційним візитом в Лівії. У історії двосторонніх відносин Володимир Путін став першим керівником країни, що відвідав Лівію.
- 17-18 квітня Володимир Путін знаходився з візитом в Італії на острові Сардинія. Це остання країна, яку президент відвідав як голова держави.
- 26 квітня в Ново-Огарьові президент РФ провів переговори з прем'єр-міністром Японії Ясуо Фукуда. Прем'єр-міністр став останнім з лідерів країн «вісімки», з ким зустрівся Володимир Путін як глава російської держави.
- 7 травня закінчився другий президентський термін Володимира Путіна. Цього дня на посаду президента Російської Федерації вступив Дмитро Медведєв.

## На чолі уряду (2008—2012)

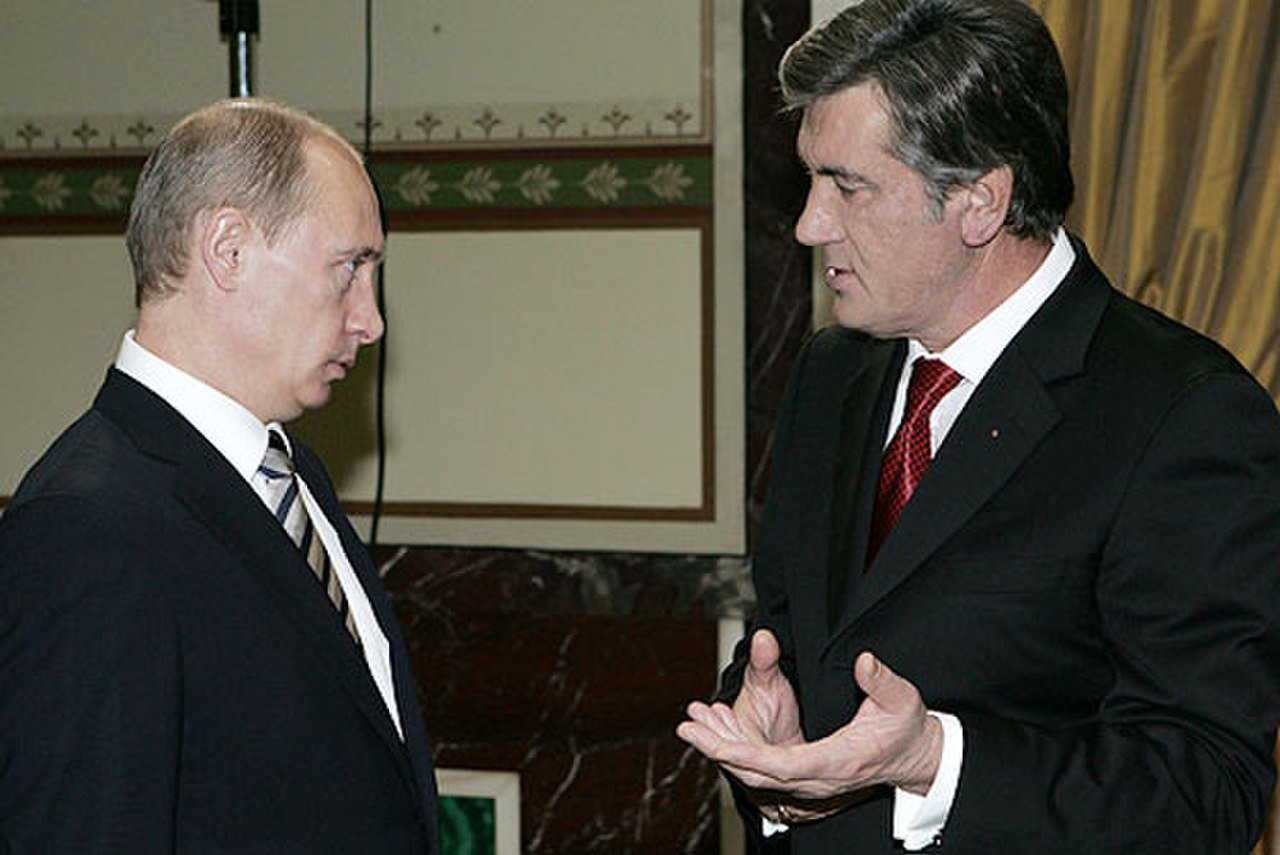
Путін і Ющенко

На виборах в Державну думу 2007 року Путін очолив виборчий список Всеросійської політичної партії «Єдина Росія» (не бувши тоді її членом), при цьому федеральний список партії складався з нього одного. На VIII з'їзді партії, погодившись очолити її виборчий список, заявив, що після закінчення президентських повноважень згоден стати головою уряду РФ. На IX з'їзді «Єдиної Росії» погодився стати головою партії після закінчення президентського терміну. З 7 травня, після вступу на посаду президента Дмитра Медведєва, став кандидатом на пост Голови Уряду Росії. 8 травня затверджений на цій посаді 392 голосами депутатів Державної Думи.
У статті 2010 року в Sueddeutsche Zeitung запропонував створити економічний альянс на території від Лісабону до Владивостоку. Як етапи пропонувалась уніфікація митних тарифів та технічних стандартів, скасування віз з ЄС.
2011 року йому надано звання почесний доктор Белградського університету.

## Президент (з 2012 року)

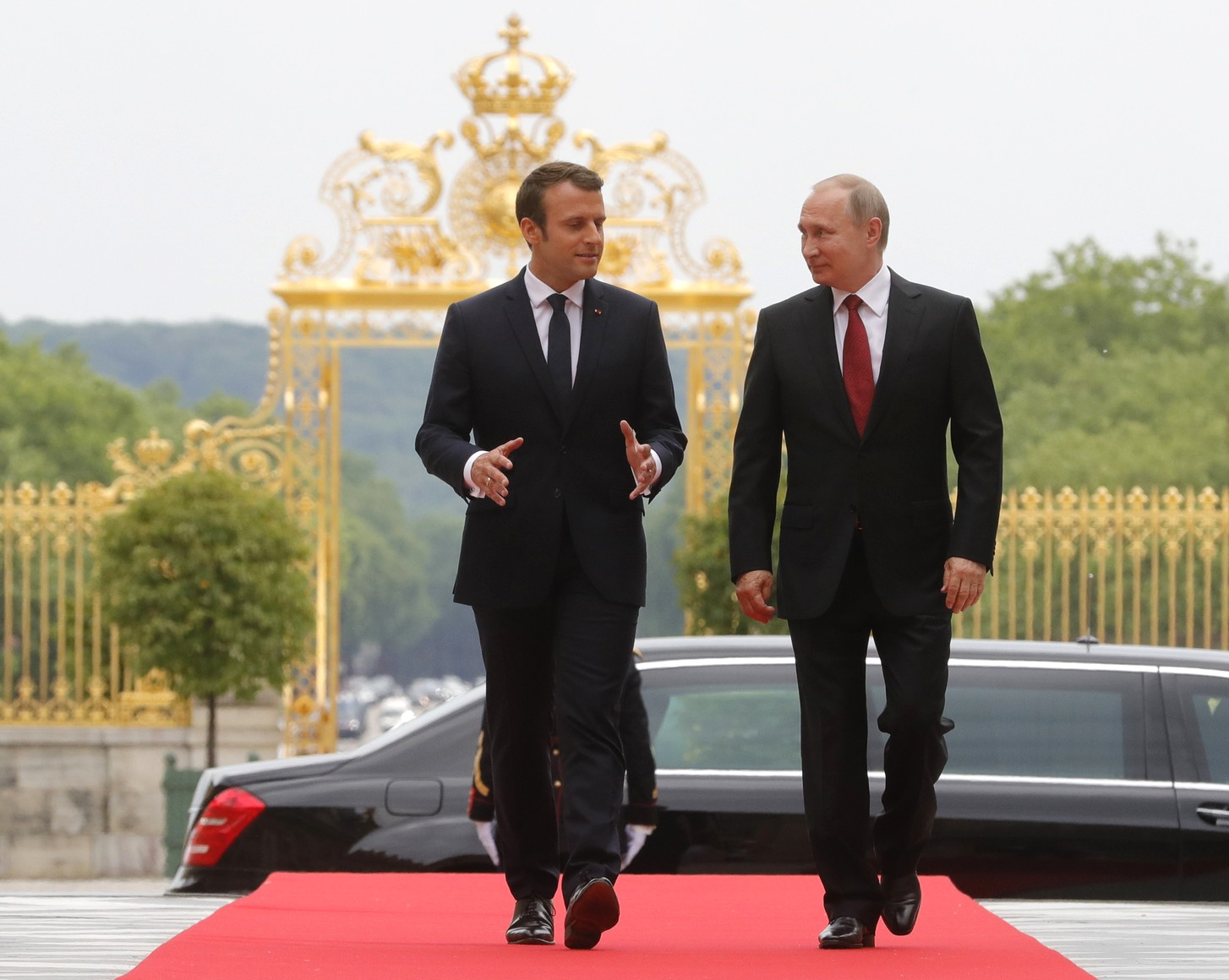
Емманюель Макрон із Путіним. Версаль, 29 травня 2017-го.

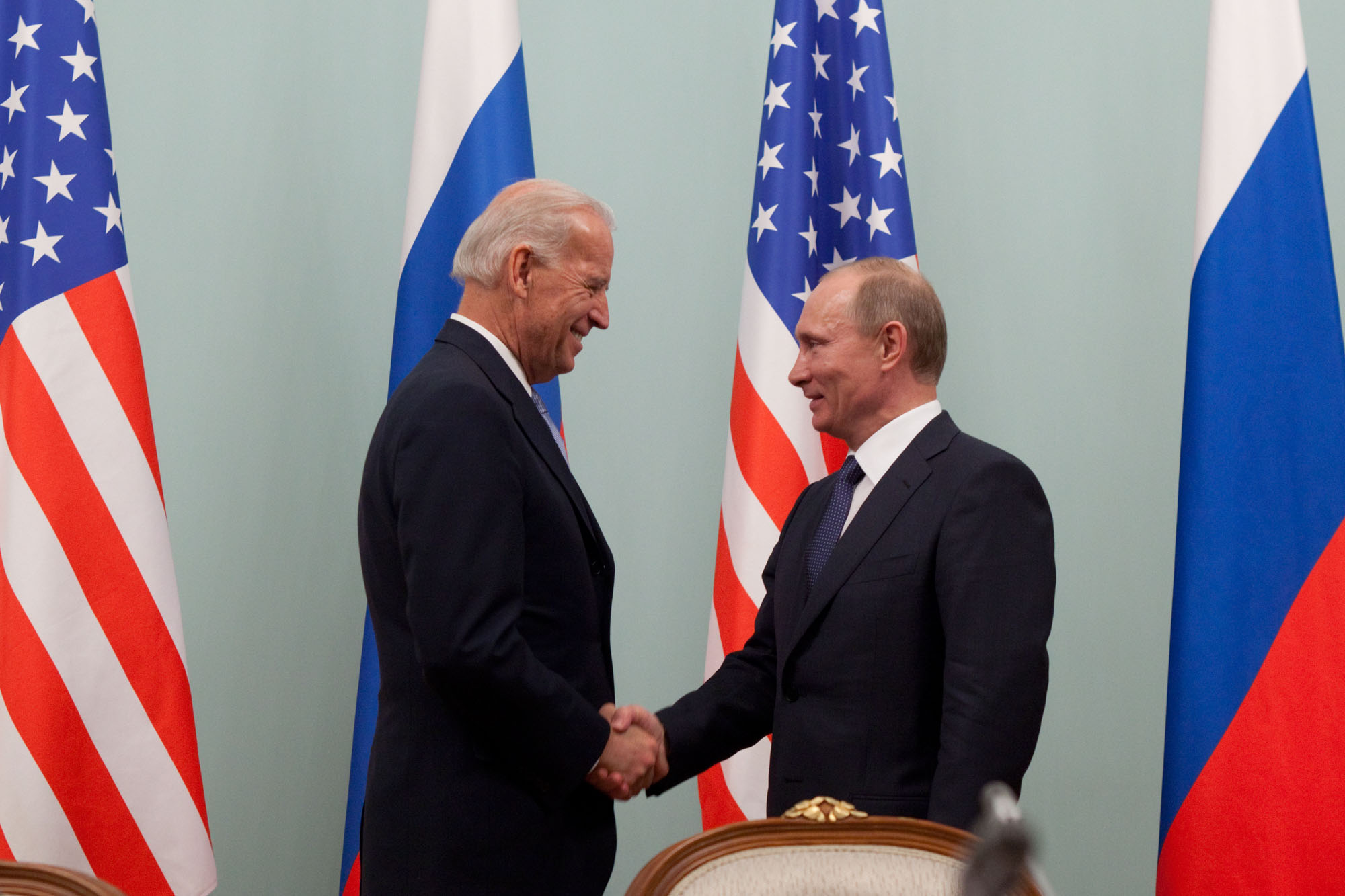
Володимир Путін і Джо Байден, 2011 рік

24 вересня 2011 року на пропозицію третього президента Росії Дмитра Медведєва став кандидатом від «Єдиної Росії» на президентських виборах 2012 року, а 4 березня 2012 року здобув перемогу в першому турі.
5 травня Голова ЦВК Росії оголосив про те, що вибори президента Росії відбулися, переможцем на них утретє став В. В. Путін. За даними ЦВК після обробки 99,3 % бюлетенів Путін отримав 63,75 % голосів. Там чином, вибори відбулись в один тур. Найбільшу підтримку Путін отримав в республіках Північного Кавказу: в Дагестані та Інгушетії він отримав трохи більше ніж 90 %, а в Чеченській Республіці — майже 100. Великий відсоток голосів було віддано за Путіна на Поволжі: в Татарстані він отримав 83 %, в Башкирії — 81 %, а в Мордовії — 89 %.
Дані, оголошені ЦВК значно відрізнялись від результатів паралельних підрахунків, за якими Путін отримав близько 50 %. Через це в багатьох містах Росії відбулись масові протести.
Коментуючи 2012 року ухвалення закону про іноземних агентів, Путін висловив невідповідне дійсності твердження, що закон є відповідником закону FARA, прийнятого в 1938 році в США.
2013 року Путін посів перше місце у щорічному рейтингу «найвпливовіших людей світу» за версією журналу Forbes. На думку авторів рейтингу, Путін заслуговує на перше місце, бо 2013 року він проявив себе як «диктатор, що активно демонструє силу у своїй країні та на міжнародній арені».

### Зовнішня політика
В. Путін розглядає досягнення розколу свого головного геополітичного ворога — Заходу, й насамперед найближчої до РФ його частини — Європейського Союзу як одне з головних геополітичних завдань. З цією метою організовуються потужні сили всередині ЄС, що намагаються підготувати ґрунт для його дезінтеграції. З цією ж метою здійснюється фінансування правих (профашистських) організацій у європейських країнах.
|  | … на відоме запитання поета Євгенія Євтушенка 1962-го «Хотят ли русские войны?» ми можемо дати, очевидно, позитивну відповідь — хочуть. Особливо в контексті останнього виступу Володимира Путіна з промовою перед Федеральними зборами. … у промові Путіна прозвучали й значно важливіші для нас та для регіональної стабільності тези. Насамперед про те, що «СРСР» і «Росія» — це одне й те ж саме. І що це саме Росія втратила у 1991 р. «23,8 % території, 48,5 % населення, 41 % валового суспільного продукту, 39,4 % промислового потенціалу, 44,6 % військового потенціалу у зв'язку з розділенням збройних сил СРСР між колишніми союзними республіками». Для всіх країн пострадянського простору це означає лише одне — «збирач земель російських» більше не визнає національних суверенітетів, вважаючи всі ці держави одвічними територіями Росії. І навряд чи це можна тлумачити якось інакше, крім як виклик, кинутий усьому пострадянському простору. Причому відсилання до 1991-го дає чітке розуміння, що під ударом — абсолютно всі країни колишнього СРСР і що саме на їх повернення (де-факто дестабілізацію) будуть спрямовані зусилля Путіна найближчими роками. |

У серпні 2021 року Путін скасував свій же указ про заборону на комерційні авіаперевезення з Росії до Єгипту, крім польотів до Каїра.

### Російська збройна агресія проти України
1 березня Рада Федерації російського парламенту на запит президента Володимира Путіна дозволила йому ввести війська на територію України, мотивуючи це захистом російських громадян. Формально Путін цим дозволом не скористався; верхня палата парламенту скасувала дозвіл 25 червня. Утім, за твердженням української сторони та міжнародних експертів, 27 лютого 2014 збройні сили Російської Федерації вступили на територію Автономної республіки Крим. Серед іншого, вони блокували військові об'єкти Збройних Сил України. За словами Путіна, військові «встали за спиною сил самооборони Криму», щоб «допомогти людям висловити свою думку».
3 березня в ЗМІ з'явилось повідомлення, що українськими військовими була перехоплена розмова Путіна з командуванням військових операцій в Криму. Згідно з цим повідомленням Президент Росії допитувався у військовокомандувача, чому українські солдати не відкривають вогню. Далі він перепитував, чи провокують їх росіяни, а після ствердної відповіді запитав, що вони говорять у відповідь. За словами його співрозмовника — «вони нас просто посилають».
Улітку 2014 року Путін пообіцяв і надалі захищати «етнічних росіян». «Ми завжди будемо захищати етнічних росіян в Україні та ту частину українського народу, яка відчуває свій нерозривний не тільки етнічний, а й культурний, мовний зв'язок з Росією, відчуває себе частиною широкого російського світу. Ми, звичайно, будемо не тільки уважно стежити, але і відповідним чином реагувати. Сподіваюся, що збройні сили для цього не потрібні», — сказав Путін у Відні. Він також відмовлявся визнавати присутність російських військ на території Луганської і Донецької областей. «Нісенітниця це все — немає на сході України ніяких російських підрозділів … Це місцеві громадяни», — говорив у квітні Путін у відповідь на звинувачення української сторони, що Москва допомагає і озброює сепаратистів
Доктор історичних наук, професор кафедри філософії МДІМВ Андрій Зубов, та інші експерти, аналізуючи становище у Криму після початку російського вторгнення, вказували на схожість рис нинішньої кризи у відносинах між Росією й Україною до приєднання Австрії нацистською Німеччиною 1938 року, прирівнявши цим самим дії Путіна до дій Гітлера.
7 лютого 2015 року після переговорів Путіна з Президентом Франції Франсуа Олландом та канцлером Німеччини Ангелою Меркель ЗМІ повідомили, що він пропонував Україні надати статус автономії в рамках адміністративних кордонів Луганської та Донецької областей, гарантія виконання Україною закону «Про особливий статус» в повному обсязі, а також гарантія конституційної реформи України, яка передбачає децентралізацію і федералізацію та створення Донецької та Луганської автономних областей, або республік. Президент України Петро Порошенко повідомив Путіну про неприйнятність для України запропонованого плану, вважаючи його спробою дестабілізувати ситуацію в країні.
19 березня під час зустрічі з російськими бізнесменами Путін розповів, що Петро Порошенко пропонував Росії забрати Донбас на фінансове забезпечення, але він відповів, що мова про це може йти лише тоді, коли Донбас увійде до складу Росії. Сам Порошенко 10 квітня, назвав цю інформацію «ідіотизмом».
28 травня В. Путін підписав указ, згідно з яким дані про втрати російських військ на Донбасі мають бути засекречені. Документ був підписаний після неодноразових повідомлень про загибель російських солдатів на війні в Україні. Представник президента у суді заявила, що даний документ попросив підписати прем'єр-міністр Росії Д. Медведєв.
3 липня Путін заявив, що у військових діях на сході України винні санкції, які США та країни Євросоюзу ввели проти Росії.
30 липня ексглава Служби зовнішньої Служби України Микола Маломуж, який десятки разів зустрічався з Путіним, коли супроводжував Кучму сказав, що вплив на нього можуть мати лише президент США Барак Обама, та деякою мірою канцлер Німеччини Ангела Меркель, глава Китаю Сі Цзіньпін, прем'єр — міністр Індії Нарендра Моді й Туреччини — Реджеп Ердоган, щодо Порошенка, то його Путін не сприймає як партнера.
У вересні німецьке видавництво Bloomberg писало, що Путін не хоче ризикувати поглибленням кризи у відносинах з США та ЄС через Україну, а тому йде на замороження конфлікту на Донбасі з метою отримати послаблення санкцій, які сильно б'ють по російській економіці. 18 вересня розвідка США повідомляла, що Путін перестає цікавитись Донбасом і більше уваги приділяє Сирії, куди активно прибувають російські військові й техніка, але його інтереси можуть не обмежитись лише цією країною, а й «перекинутись» на весь Близький Схід, втім Донбас він Україні просто не віддасть, а буде торгуватися.
Військові дії проти України після 24 лютого 2022 року
22 лютого 2022 року президент Росії В. Путін під час пресконференції визнав незалежність «ДНР» та «ЛНР» у межах Донецької та Луганської адманістративних областей. Україна та Захід заявили, що ця подія означає вихід Росії з Мінських угод. Перед тим було проведено засідання Радбезу. Офіційним приводом стало «критичне становище на Донбасі», наявність на окупованих РФ територіях Донецької та Луганської областей «850 тисяч громадян РФ», а також невиконання Україною Мінських домовленостей.
24 лютого о 5-тій ранку Росія напала на Україну під приводом захисту людей від «геноциду київського режиму». Відбулось вторгнення військ РФ по всім напрямкам, включаючи ділянку кордону з республікою Білорусь та АР Крим. По всій Україні, від окупованого сходу до підконтрольного уряду зіходу, почались ракетні удари. РФ била по військових базах, аеропортах і стратегічних об'єктах. На Сумщині загарбники напали на загін прикордонників. На кількох ділянках кордону заходить військова техніка: техніка, БТР, ГРАДи. З білоруської сторони росіяни здійснили прорив на танках.
30 вересня 2022 року президент Росії В. Путін оголосив про «приєднання» чотирьох областей України — Донеччини, Луганщини, Херсонщини та Запоріжжя. Він почав свій виступ з 40-хилинною промовою, в якій проголосив старі тези російської пропаганди: про «неонацистський переворот» в Україні 2014 року, «теракти київського режиму», «борців» за російську мову, культуру та «велику місію» свого народу. Також головний диктатор 21 століття лякав росіян капіталізмом, нетрадиційною орієнтацією та «русофобією» в світі. Разом з лідерами областей вони підписали договір про їх входження до складу Росії. Вкінці Путін вдав, що хоче «припинення вогню» і «повернення за стіл перемовин».

### Вбивство Бориса Нємцова
Путіна вважають головним замовником вбивства російського опозиціонера Б. Нємцова, який активно підтримував Україну й засуджував політику Кремля. Вбивство було скоєно 27 лютого 2015 року о 23:31 годині ночі на Москворецькому мосту. Однією з причин називають його доповідь «Путін. Війна», в якій опозиціонер доводив присутність російських військ на Донбасі. Після вбивства Нємцова російські спецслужби обшукали всі його офіси та знищили деякі матеріали для доповіді. Сам Путін назвав вбивство Нємцова замовним і «провокативним» Починаючи від 6 березня 2015 року Путін не з'являвся на публіці, його офіційні зустрічі з закордонними діячами були скасовані, а нечисленні пресрелізи про його заяви та зустрічі з офіційними особами Росії піддаються сумніву, у зв'язку з чим журналісти почали обговорювати його зникнення. 16 березня 2015 р. він з'явився на екранах під час зустрічі з лідером Киргизстану, свою відсутність не коментував. Російський депутат Ілля Пономарьов пояснив зникнення Путіна боротьбою кланів, яка відбувається у Кремлі. Крім того, зникнення Путіна пов'язували і з вбивством Б. Нємцова.
У той же час, сам Путін називав вбивство Немцова «ганьбою» і «трагедією» та стверджував, що він невинен.

### Знищення санкційних продуктів
29 липня 2015 року В. Путін підписав указ про знищення санкційних продуктів. Указ почав виконуватись з 6 серпня. Лише за два дні в Росії було знищено 320 тонн продуктів, з яких 290 тонн рослинного та 29,3 тонни — тваринного походження. Соціологічні дані показали, що 87 % росіян мають негативне ставлення до рішення влади, тоді як позитивне — лише 4 %. Також пропонувалося відправляти санкційні продукти в самопроголошені «ДНР» та «ЛНР» на Сході України. Станом на 8 серпня петицію проти знищення продуктів підписало понад 300 000 росіян.
Станом на 13 серпня в Росії було знищено 520 тонн продуктів. Того ж дня до Держдуми було внесено законопроєкт, що пропонує передавати санкційні продукти як гуманітарну допомогу іноземним державам, біженцям, на потреби малозабезпечених громадян та жителів Донбасу.

### Війна в Сирії
Під час громадянської війни у Сирії активно підтримував режим диктатора Башара Асада, проти якого були чисельні демонстрації у березні 2011 року. Паралельно із війною на Сході України 2015 року почав активно перекидувати до Сирії російську техніку й військових. У вересні повідомлялося, що у пункті матеріально-технічного забезпечення ВМФ Росії в сирійському порту Тартус знаходяться 1 700 російських військовослужбовців. Причому на початку кризи їх було лише кілька людей. Американські ЗМІ писали, що дії Росії можуть привести до військової окупації західного узбережжя Сирії за «кримським сценарієм». 6 вересня у Сирії внаслідок ракетного обстрілу загинуло більше ста російських військових.
18 вересня повідомлялося, що на боці «Ісламської держави» воює близько 2 000 росіян.
24 вересня Путін заявив, що вирішити сирійський конфлікт можна лише зміцненням чинної влади
. 30 вересня Рада Федерації дозволила Путіну використовувати війська за межами Росії. Того ж дня Путін заявив, що російська авіація допомагатиме військам Асада наступати, після чого було завдано перших ударів по сирійських містах, які були під контролем не «Ісламської держави», а опозиції, яка отримує фінансову допомогу й озброєння від США. Унаслідок першого авіаудару загинуло 65 осіб, серед яких були і діти. Сирійська опозиція заявила, що Росія розбомбила села вихідців з Кавказу, внаслідок чого загинуло 36 мирних жителів.
3 жовтня президент США Барак Обама заявив, що військова операція Росії у Сирії веде до катастрофи, адже вона не бачить різниці між опозицією, що виступає проти диктатора Асада, та «Ісламською державою». 8 жовтня сирійською опозицією була опублікована інформація про втрати військ Башара Асада, підтримуваних Росією, під час тижневого наступу. За їхніми даними, втрати військ Асада за тиждень складали: 18 танків, 4 БМП, 2 БТР та 5 пікапів. Наступ військ Башара Асада закінчився тим, що вцілілі покидали техніку, що палає, з екіпажами й тікали з поля бою.
У грудні 2017 року Путін наказав вивести війська Росії з Сирії. На авіабазі, куди він приїхав на військовому автомобілі марки УАЗ, його зустріли сирійський президент Башар Асад, міністр оборони Росії Сергій Шойгу і командувач російського військового угрупування Сергій Суровикін. Президент заявив, що російські військові з перемогою повертаються на свою Батьківщину.

### Коронавірус
Навесні 2020 року, під час епідемії коронавірусу (COVID-19) в Росії, стало відомо, що Путін, побоюючись заразитися вірусом, на відміну від лідерів інших країн, ізолювався від навколишнього середовища, керуючи країною зі спеціального президентського бункера. Через що тримав прізвисько «Бункерний дід».

### Вибори 2024 року
15-17 числа 2024 року були проведені вибори президента РФ, де вкотре, Путін переміг в президентських виборах отримавши, згідно з екзитполом — 88 %. Серед порушень, спостерігачі виявили декілька схем, серед яких «каруселі» та вкидання бюлетенів в урну. Окрім того голосування також відбувалось по лінії фронту, де виборці окупованих територій примушувались до голосування на «виїздних виборчих дільницях».

## Характеристика режиму Путіна як фашистського й терористичного
Ще у 2007—2008 роках з'явилися оцінки політичного режиму, встановленого в Російській Федерації, як фашистського: об'єднання войовничих монархістів-чорносотенців із циніками й конформістами навколо помірно-ліберальних фашистів склало ядро горезвісної «путінської більшості».
Владислав Іноземцев (російський політолог, доктор економічних наук) дає чіткий аналіз нинішнього режиму у Росії, на підставі якого робить висновок: «Кремлівський режим підпадає практично під всі визначення класичного фашизму — це авторитарний режим, заснований на принципах корпоративної держави та апології національної зверхності, причому на концептах не стільки ідеологізованих, скільки міфологізованих. Класичний фашизм виник та розвинувся в Італії у роки правління Беніто Муссоліні. Путін — дуче, а не фюрер».
Андрій Зубов, співставляючи режими нацистської Німеччини і нинішньої Російської Федерації, зазначає, що коли впав режим Гітлера у Німеччині, була проведена системна денацифікація: декартелізація, денацифікація, демілітаризація й демократизація (4 Д). У Росії ж нічого подібного не сталося. Тому тоталітарний, авторитарний фон відроджується. По суті своїй це фашистський режим. «Не нацистський, тому що расової політики немає, а саме фашистський: державно-приватні монополії та корпорації, приватний капітал, союз з релігією та, природно, націоналізм». «І якщо ми не хочемо рецидиву, ми повинні проводити дуже глибоку, системну детоталітаризацію суспільства».
Путін з повагою ставится до ідеологу російського фашизму Івана Ільїна. Для позначення супротивників свого режиму він використовує термін «націонал-зрадники», який також використовувався в нацистській Німеччині.

### Причетність до терористичної діяльності
Дії В. Путіна представники ЗМІ та політичні діячі часто оцінюють як терористичну діяльність, інколи як фашизм.
Андре Глюксман вказав, що В. Путін «діяв як терорист», коли вживав заходів для звільнення заручників у будинку Театрального центру на Дубровці (Москва).
Путіна звинувачували в причетності до організації провокацій, які стали приводом до розв'язання війни і проведення військових операцій (в Чечні, Грузії). Так серію терористичних актів в Росії 1999 року, що стали приводом для розв'язання Другої чеченської війни, пов'язують саме з В. Путіним. Колишні співробітники ФСБ стверджували, що існують докази причетності до цих вибухів ФСБ (затримання її співробітників, що готували теракт у Рязані), керівником якої був Путін. Про це писав колишній працівник ФСБ Олександр Литвиненко в книзі «ФСБ взрывает Россию», вбивство якого пов'язують саме з ФСБ.
В. Путіна підозрюють в організації спецоперації з ліквідації керівництва Польщі 10 квітня 2010 року. Є вказівки на взаємодію Аль-Каїди із спецслужбами Російської Федерації.
19 липня 2014 року секретар РНБО Андрій Парубій у інтерв'ю Washington Post сказав: «У нас іде не просто українсько-російська війна. Світ повинен зрозуміти, що це — глобальна війна ядерної держави-терориста на чолі з терористом № 1 проти світової системи безпеки. Просто Україна, як часто це було в історії, веде бої на передовій».
Офіційний представник Білого дому Джошуа Ернест 26 липня 2014 року повідомив, що, на думку уряду США, президент Росії Володимир Путін винен в знищенні літака Malaysia Airlines у зоні воєнних дій в Україні.
Британські юристи готують колективний позов проти президента Росії через американські суди. До високопоставлених російських воєначальників і політиків, близьких до Путіна, ймовірно, також будуть висунуті правові претензії.
28 липня 2014 року радник міністра внутрішніх справ України А. Геращенко зазначив: «Терористами керує Путін, і якщо він накаже здійснювати теракти по всій країні, ми зіштовхнемося з великими проблемами, котрі ми все ж вирішимо як сильна нація».
Генерал Салім Ідріс, начальник штабу Вищої військової ради Вільної сирійської армії стверджує, що «президент Путін бреше. І він брехав від самого початку революції у Сирії. Він точно знає, що режим вбиває наших громадян. Він точно знає, що режим вбиває мирне населення і використовує російську зброю та боєприпаси, російські танки Т-72 та російські ракети „Скад“ для того, щоб руйнувати усі звільнені області, щоб убивати людей скрізь. <…> І я думаю, президент Путін — терорист».
Під час Маршу Солідарності з Україною у Варшаві 23 листопада 2014 депутат польського Сейму Малгожата Гошєвська висловила свою підтримку Україні і зазначила, що «Путін — це найбільший у світі терорист. І Європа може перемогти його, тільки об'єднавшись».
В. Путіна звинувачують в намаганні дестабілізувати ситуацію у Європі, чому прислужився теракт у Парижі, причетними до якого вважають російські спецслужби
В. Путін вважається причетним до терористичних актів на території України у січні 2015 року у Донецьку, Волновасі, Маріуполі.
Політолог Сергій Жаков (колишній офіцер КДБ СРСР та СЗР Росії) стверджує: «Вибух 31 жовтня 2015 року літака А-321 з російськими туристами над єгипетським Синаєм, найімовірніше, був економічною диверсією і каральною операцією, яку путінські спецслужби провели під „чужим прапором“ (нібито ісламських бойовиків), щоб помститися Єгипту за покупку французьких „Містралів“, які не дісталися Путіну, і змусити російський середній клас їздити відпочивати в анексований Росією Крим».
Після терактів у Парижі у чорну п'ятницю 13 листопада 2015 року ряд українських політиків та експертів заявили, що «Єдиний, хто виграв від теракту в Парижі, це Путін» (Леонід Ємець, Мустафа Найєм). Це помста за Містралі, крім того, «у грудні у Франції відбудуться місцеві вибори».
Під час виступу 21 грудня 2015 року в університеті Улудаг на заходах під гаслом «Людська дипломатія Туреччини» Президент Ердоган зазначив: «За 5 років у Сирії вбито 400 тисяч громадян. Це прояв тероризму на державному рівні. У справу втрутилася Росія. Російські літаки почали бомбардувати наших земляків. Вони говорять, що не знали про існування туркманів у Сирії. Про це нам не говорили, -сказав Путін. Я хочу поправити його. На всіх зустрічах до відома російської сторони доведено, що у туркманському регіоні Сирії немає ДАЕШ. Там живуть туркмани Байирбуджака. Як видно, цю інформацію проігноровано. Вони бомбардують і вбивають наших краян. Туркмани не залишають свою землю, захищаючись від постійних атак сил режиму та російської армії. Я сам це пояснював йому. Як можна заперечувати це? Але він як завжди бреше й продовжує брехати. Весь світ знає про це. Я особисто розповів про це президенту Обамі, він у курсі подій».
Президент України Петро Порошенко під час виступу в ізраїльському парламенті (Кнесеті) заявив: «Нещодавно лідер Кремля публічно визнав російську військову присутність на Донбасі. …Жертвами терору, який спонсорується та підтримується Росією, вже сьогодні є майже 9 тисяч громадян України, з яких майже 7 тисяч — цивільні. …Підбурюючи конфлікт на Донбасі, туди направляються російські регулярні війська, вона забезпечує їх найсучаснішим озброєнням, окремі види якого розроблені й використовуються виключно Росією. Кремлівський режим підтримує й фінансує терористичну діяльність як у зоні конфлікту, так і на решті території України».

### Воєнні злочини Путіна
Громадська організація Авааз 6 травня 2014 року ініціювала збір підписів під петицією до Ради безпеки ООН про визнання В. Путіна воєнним злочинцем.
23 жовтня 2015 року організація «Міжнародне партнерство з прав людини» передала до Міжнародного кримінального суду в Гаазі (Гаазький трибунал) матеріали щодо воєнних злочинів та злочинів проти людяності в Україні: 300 свідчень про злочини, фото і відео, що підтверджують їх, команда правозахисників збирала понад рік: « …цей суд може видати ордер на арешт, наприклад, Володимира Путіна?» — «Так. Хоча люди, які подають грузинську заявку, вважають, що Путін їхній. Тобто вони хочуть перші притягнути Путіна до відповідальності.».
16 грудня 2015 року німецький таблоїд Bild звинуватив В. Путіна у бомбардуванні конвоїв з гуманітарною допомогою та лікарень і назвав такі дії Верховного головнокомандувача збройних сил РФ воєнними злочинами Путіна
18 грудня 2015 року депутат польського Сейму Малгожата Госевська опублікувала рапорт «Російські воєнні злочини у Східній Україні 2014 року». У звіті описані воєнні злочини, з позицій міжнародного права, які були здійснені у східній та південній Україні солдатами та посадовими особами Російської Федерації та проросійськими бойовиками. Задокументовані злочини включають незаконне позбавлення волі, фізичні і психічні тортури, пограбування і вбивства. Задокументовані свідчення будуть представлені на розгляд Міжнародного кримінального суду в Гаазі.
Володимир Путін і уряд РФ можуть бути звинувачені у підбурюванні до воєнних злочинів, на що вказує Bloomberg Review з посиланням на експертів міжнародного права. Війська Башара Асада використовували хімічну зброю і катували цивільне населення, через що Росію можуть звинуватити у сприянні воєнним злочинам.
Ахмет Давутоглу заявив, що Росія проводить етнічні чистки в північній Латакії. Авіація РФ бомбардує поселення сирійських турків, яких режим Башара Асада оголосив «терористами». Внаслідок бомбардувань гинуть тисячі мирних людей. Туреччина прямо звинувачує Кремль в етнічних чистках. Кореспондент, що побував у місцях бомбардувань, зазначає, що «…відповідні висновки будуть зроблені міжнародним військовим трибуналом, який безумовно чекає сирійський і російський режими. Але безперечно відбувається воєнний злочин. Гинуть тисячі ні в чому не винних людей. Путін немов знущається. То з кораблів їх гасить, то з неба, тепер з підводних човнів. І все це під соусом боротьби з ІДІЛ. …туркмани, з якими вдалося зустрітися на турецько-сирійському кордоні …розповідають страшні речі. Вони втекли звідти, де немає спостерігачів і можливості хоч якось врятуватися. Дивує, що ООН боязко мовчить з цього приводу. Путіна чекає страшний суд».
Сенатор США Джон Маккейн, коментуючи заяву президента Дональда Трампа щодо угоди з Путіним, яка би передбачала послаблення санкцій стосовно Росії в обмін на скорочення нею ядерних озброєнь, заявив: «Якщо ми не збережемо ці санкції чи навіть посилимо їх, то це буде стимулювати Володимира Путіна, який є воєнним злочинцем».

## Політика щодо України
Певна частина політиків та діячів культури вважає політику та заяви Путіна українофобськими та засуджує їх.
Відомі висловлювання:
|  | «Ти ж розумієш, Джордже, що Україна — це навіть не держава! Що таке Україна? Частина її території — це Східна Європа, а частина, й значна, подарована нами!» |

Джорджу Бушу під час зустрічі Росія — НАТО в Сочі (5 квітня 2008 року)
|  | «Щодо наших стосунків з Україною… Я дозволю з вами не погодитись, коли ви зараз сказали, що якби ми були розділені, ми не перемогли б у війні. Ми все одно б перемогли, тому що ми країна переможців» |

Він також відзначив, що статистика часів Другої світової війни свідчить, що найбільших втрат (понад 70 %) зазнала саме РСФСР.
|  | «Це означає, що війна виграна, не хочу нікого образити, за рахунок індустріальних ресурсів РФ. Це історичний факт, це все є в документах» |

За його словами, це зовсім не применшує значення республік колишнього Радянського Союзу в загальній перемозі.

У річницю анексії Криму Росією (у середу, 18 березня 2015 року) Путін знову заявив, що не визнає існування української нації:
|  | Ми завжди в Росії вважали, що росіяни та українці — це один народ, я так думаю і зараз / рос. Мы всегда в России считали, что русские и украинцы — это один народ, я так думаю и сейчас. |

В інтерв'ю виданню «Bild» заявив, що відмовляється повернути Україні контроль за кордоном до внесення змін у Конституцію.
Фігурант бази даних центру «Миротворець» як особа, що становить загрозу національній безпеці України і міжнародному правопорядку.
Про це прем'єр-міністр РФ сказав під час прямого ефіру з росіянами (16 грудня 2010 року).
24 лютого 2022 року відкрито увів війська на території України, та почав «спеціальну військову операцію», головними цілями він назвав «денацифікацію» та «демілітаризацію» України, а також визволення Донбасу.

## Оцінки діяльності
Станом на червень 2014 діяльність Путіна на посаді президента РФ схвалювало 86 % населення Росії, при тому, що від 2008 року його рейтинг знижувався і наближався до 60 %. Таке різке збільшення рейтингу президента Росії експерти-соціологи пояснюють передусім з анексією Криму Росією.
Згідно з опитуванням, яке провела соціологічна група «Рейтинг» 2014 року, 76 % населення України негативно ставилося до Володимира Путіна, 16 % — позитивно.
Максимальний рейтинг Путіна серед росіян було зафіксовано у жовтні 2014 року — 89 %. Негативно ставилося до Путіна 10 % росіян. Крім того, 64 % росіян відповіли, що вважають, що Росія рухається в правильному напрямку.
Згідно з соціологічним даними, які проводились з березня по травень 2015 року в 40 країнах світу, лише 24 % людей у світі вважають дії В. Путіна правильними, а до Росії позитивно ставляться лише 30 %. Найгірше ставлення до Путіна мають іспанці — 92 %, поляки — 87 %, французи — 85 %, українці — 84 %, йорданці — 84 %, австралійці — 81 % та британці — 80 %. Найкраще сталення до Путіна у В'єтнамі — 70 %, у Китаї — 54 % та у Гані — 49 %.
У серпні 2015 року під час опитування 31 % жителів Російської Федерації сказали, що вважають головною гордістю своєї країни президента В. Путіна, що втричі більше, ніж 2003 року. Опитування показало, що ним більше пишаються жінки, ніж чоловіки та молодь до 24 років і люди 60 років і старші.
|  | Справа у тому, що Росії на хрін не потрібна на чолі її цивілізована людина. Ця цивілізована людина завжди приречена на остракізм. Й знайдений наразі для внутрішнього ринку Путіним свій образ, він надзвичайно вдалий: ракети, мультики, попи, КамАЗ мостом… Головне — не соромитись. Головне — вести себе у зовнішній політиці так й надалі, з тією ж витонченою хуліганскістю, яку ми наразі, власне кажучи, й бачимо. Тобто таке собі „геть сором“… |

Голова інвестиційного фонду Hermitage Capital Вільям Браудер, якого називають «ворогом Кремля № 1» через його антипутінську діяльність, запевняє, що російський президент зберігає на рахунках у швейцарських банках близько 200 мільярдів доларів
Дії Путіна в неодноразово характеризували як тероризм, а його режим у світі прирівнюють до фашистського, вимагають визнати воєнним злочинцем та трибуналу в Гаазі.
2017 року соціологічна компанія Левада-Центр проводила серед громадян Росії традиційне опитування, кого вони вважають найвидатнішими постатями людства за весь час. У цьому році Володимир Путін посів 2-ге місце, поступившись лише радянському диктатору Йосипу Сталіну, піднявшись на 4 позиції у порівнянні з 2012 роком.
Згідно з даними опитування, проведеного Левада-Центром у січні 2019 року, думку, що сьогодні РФ рухається неправильним шляхом висловили 45 % учасників опитування — найбільша кількість за останні 12 років; про те, що справи в країні йдуть у правильному напрямку, заявили 42 % респондентів, ще 13 % опитаних не змогли дати відповідь на поставлене запитання Опитування «Левада-центру», яке було проведене з 27 червня по 4 липня 2019 р. показало, що 68 % росіян схвалюють дії Путіна, тоді як 31 % не схвалюють, а 1 % відмовились дати відповідь
16 вересня 2021 року Європарламент прийняв резолюцію про Росію, в якій називає режим президента РФ Володимира Путіна «найбільшим викликом безпеки Європи» та «стагнаційною авторитарною клептократією, яку очолює довічний президент, оточений олігархами». Також в ході пленарного засідання євродепутат Андрюс Кубілюс представив проєкт нової доповіді щодо напрямків політичних відносин між ЄС і Росією. Основних напрямків три: протидія, стримування і залучення.
17 березня 2023 року Міжнародний кримінальний суд у Гаазі заявив, що видав ордер на арешт президента Росії Володимира Путіна «у контексті ситуації в Україні».

## Наслідки діяльності для Росії та окупованих нею територій
| Шимон Перес: «Повірте мені, - сказав я Путіну, - вороги і ворожнеча є найбільшими втратами у житті. Ви інвестуєте в дурість».[176] |

### Російська Федерація
США та країни Європи, що входять до «великої вісімки», на саміті з ядерної безпеки 24 березня 2014 року прийняли рішення про призупинення членства Росії у цій організації у зв'язку із анексією Криму РФ.
На думку багатьох закордонних та російських політологів та державних діячів наслідками діяльності В. Путіна можуть бути руйнування економіки країни, масові соціальні та політичні протести, і, врешті-решт, руйнування держави. Щодо одного із можливих варіантів розвитку подій у жовтні 2014 року висловився ексвіцепрем'єр Росії Альфред Кох.
Окрім наслідків для економіки та споживчого ринку Росії санкцій з боку США та європейських країн, що на жовтень 2014 року вже мають істотне значення, Росія, на думку російських експертів, має проблеми у сфері постачання газу. В. Путін сподівався чинити економічний та політичний тиск на європейські країни та Україну, шантажуючи їх можливістю обмеження постачання газу або ж повним припиненням постачання. З цією метою він здійснив візит до Китаю, де, як було оголошено російською стороною, був підписаний контракт на будівництво газопроводу та постачання газу до Китаю. Але на початок жовтня 2014 року виявилося, що контракт із Китаєм існує лише у пропагандистських виступах керівництва Росії. На думку російського експерта Михаїла Крутіхіна, Україна може пережити зиму навіть у випадку повного припинення постачання газу Росією. Росія ж не може виконати своїх зобов'язань перед європейськими споживачами без використання підземних газосховищ України.
За матеріалами консалтингової компанії Cushman & Wakefield міжнародні інвестиції в нерухоме майно у Росії скоротились більш ніж на 50 % за рік, починаючи з другого кварталу 2013 року. Внаслідок цього Москва перемістилася з 15-го на 48-е місце у рейтингу країн за обсягом міжнародних інвестицій. Окрім того, Москва, що раніше входила до топ-20 найбільших інвестиційних ринків, посунулася на 29-е місце. За рік, що завершився другим кварталом 2014 року, обсяг міжнародних інвестицій в Росію склав $6,284 млрд.
7 жовтня 2014 року на Національному конгресі «Модернізація промисловості Росії: пріоритети розвитку» радник президента РФ Сергій Глазьєв зазначив, що цього року з Росії вивезено більш ніж $80 млрд, відтік капіталу з Росії «зашкалює за всі мислимі межі»
За оцінкою інституту «Центр розвитку» Національного дослідного університету «Вища школа економіки» (Москва), чистий відтік капіталу приватного сектора економіки Росії в жовтні 2014 року перевищив 25 мільярдів доларів США, а від початку року до листопада вже склав 110 млрд. Ця цифра перевищила усі офіційні прогнози і, на думку дослідників, є наслідком санкцій країн Заходу, а також обмеженого доступу до світового ринку капіталу, піка платежів за зовнішнім боргом, стагнації економіки, розкручування інфляційно-девальваційної спіралі. Внаслідок цих та інших негативних очікувань відтік капіталу з країни буде продовжуватись.
За повідомленням німецького джерела «Deutsche Welle», від початку року російські олігархи зазнали збитків у розмірі майже $50 мільярдів, а дехто з них втратив до 2/3 своїх статків.
27 січня 2015 року Верховна Рада України визнала Російську Федерацію державою-агресором.
За роки своєї діяльності у керівництві РФ В. Путін підписав з Китаєм угоди, відповідно до яких Китаю передані в оренду на 49 років частини території Російської Федерації, площа яких у декілька разів перевищує площу окупованого РФ Криму.
Під час виступу на Гайдаровському форумі перший заступник міністра Мінекономрозвитку РФ Олексій Ліхачов зазначив, що збитки Росії від санкцій ЄС 2015 року склали 25 мільярдів євро.
Головні наслідки діяльності за 16-річний період підбив Владислав Іноземцев, директор Центру дослідження постіндустріального суспільства (Москва):

| У перші робочі дні 2016 року увага росіян була зосереджена на курсі долара і цінах на нафту - вже 77 руб. за дол. і $ 31 за барель марки Brent на ранок 12 січня. <...> ... саме главі Російської держави ми найбільше зобов'язані тим, що, затамувавши подих, стежимо за котируваннями нафти, адже саме його політика і призвела до того, що, крім енергоносіїв, за душею у Росії мало що залишилося. |
На початок 17-го року правління свого лідера середня зарплата (при перерахунку у доларах) відповідає рівню жовтня 2005 року. ВВП 2016 року майже дорівнює показнику 2006 року. Втеча капіталу за останні три роки становить $280 млрд. Воєнний бюджет виріс за роки його правління за номіналом у 7,5, а у доларовому еквіваленті — у 4,4 раза. Бюрократія остаточно перетворилася на панівний клас. Росія має також дві війни, розпочаті в останні роки, сусідів по пострадянському простору, що розбігаються, а також зіпсовані стосунки з основними господарськими партнерами.
| Країною керує людина, котра багато говорить, але не готова робити практично нічого конкретного, більш ніж 10 років покладаючись на позитивні тренди, що задаються іззовні. Це державне безсилля.[189] |
Як повідомив 15 серпня 2015 року уповноважений при президентові РФ з прав підприємців, за останні три роки Російська Федерація втратила близько 6,8 млн робочих місць.
Населення Росії скорочується: вперше за останні п'ять років за 9 місяців 2017 року природне зменшення склало 106 тисяч осіб, з яких майже 16 тисяч покінчили життя самогубством. Зменшення чисельності населення частково компенсується за рахунок мігрантів з Білорусі, Сирії, Таджикистану.
1991 року в Росії діяло 1450 аеропортів та аеродромів, а наприкінці 2017 залишилось лише 228. Це менше ніж на території штату Аляска (США), колишньої російської території, — там їх працює 282. Процес ліквідації аеропортів та аеродромів, особливо на Крайній Півночі, продовжується, що призводить до скорочення внутрішніх перевезень у РФ та до розірвання транспортних зв'язків Сибіру, Крайньої Півночі та Далекого Сходу із рештою території країни. Таким чином близько 20 мільйонів жителів позбавлені можливості нормального переміщення територією власної країни.
За повідомленням російського сайту «NN „Кто в курсе“» ВВП Росії протягом останніх 5 років зменшився більш ніж на 1 трлн доларів США. Минулого року економіка Росії коштувала $ 1,6 трлн, менше, ніж економіка Індії ($ 1,9 трлн), а також Бразилії ($ 2,05 трлн). Вона приблизно в 14 разів менша економіки Китаю.
За результатами моніторингу Міністерства економічного розвитку РФ протягом 2018 року, на кінець року 62 країни застосовують 159 обмежувальних заходів. Сума збитків від цих заходів склала $6,3 млрд. Число обмежувальних заходів, що їх застосовують країни: ЄС — 25, Україна — 22, Індія — 16, Білорусь — 13, Туреччина — 12, США — 9, Австралія — 6. Найбільших збитків російським експортерам завдають обмеження: в ЄС — більш ніж $2,4 млрд; у США — більш ніж $1,1 млрд; в Україні — $775 млн; у Туреччині — $713 млн. Найбільше постраждала металургійна промисловість — збитки майже $4 млрд; збитки підприємств сільськогосподарської промисловості — близько $1,1 млрд, хімічної — $641 млн, автомобільної — $306 млн.

### Крим
Після окупації та анексії відбулася повна деградація Євпаторійського та Ялтинського портів і вони, фактично, не працюють. До окупації із Севастополя експортували значні обсяги зерна і металу, після окупації севастопольські порти втратили перше місце з вантажообігу через втрату основної частини експортних потоків.
Невдача поромного сполучення з Кримом через Феодосійський порт, зміна ролі Феодосійської нафтобази з експортної на базу зберігання та зростання поставок нафтопродуктів до Криму залізничними поромами через Керч призвели до посилення процесу деградації Феодосійського порту.
«Державне унітарне підприємство Республіки Крим Кримські порти» на сьогодні фактично є банкрутом. Вже у грудні 2017 року працівники морських портів можуть залишитися без зарплати.

### ОРДЛО
21 лютого 2022 року Путін підписав укази про визнання незалежності терористичних угрупувань ЛНР та ДНР. 23-27 вересня 2022 року провів псевдореферендуми щодо «приєднання» ціх територій до Росії. Псевдореферендуми були засуджені ООН як ті, що порушують міжнародне право.

## Нагороди
- Відзнака «Іменна вогнепальна зброя» (Україна, 27 жовтня 2010).[200] 9 червня 2022 року рішенням РНБО «Про застосування персональних спеціальних економічних та інших обмежувальних заходів (санкцій)» безстроково позбавлений державних нагород України, інших форм відзначення.[201]

## Приватне життя

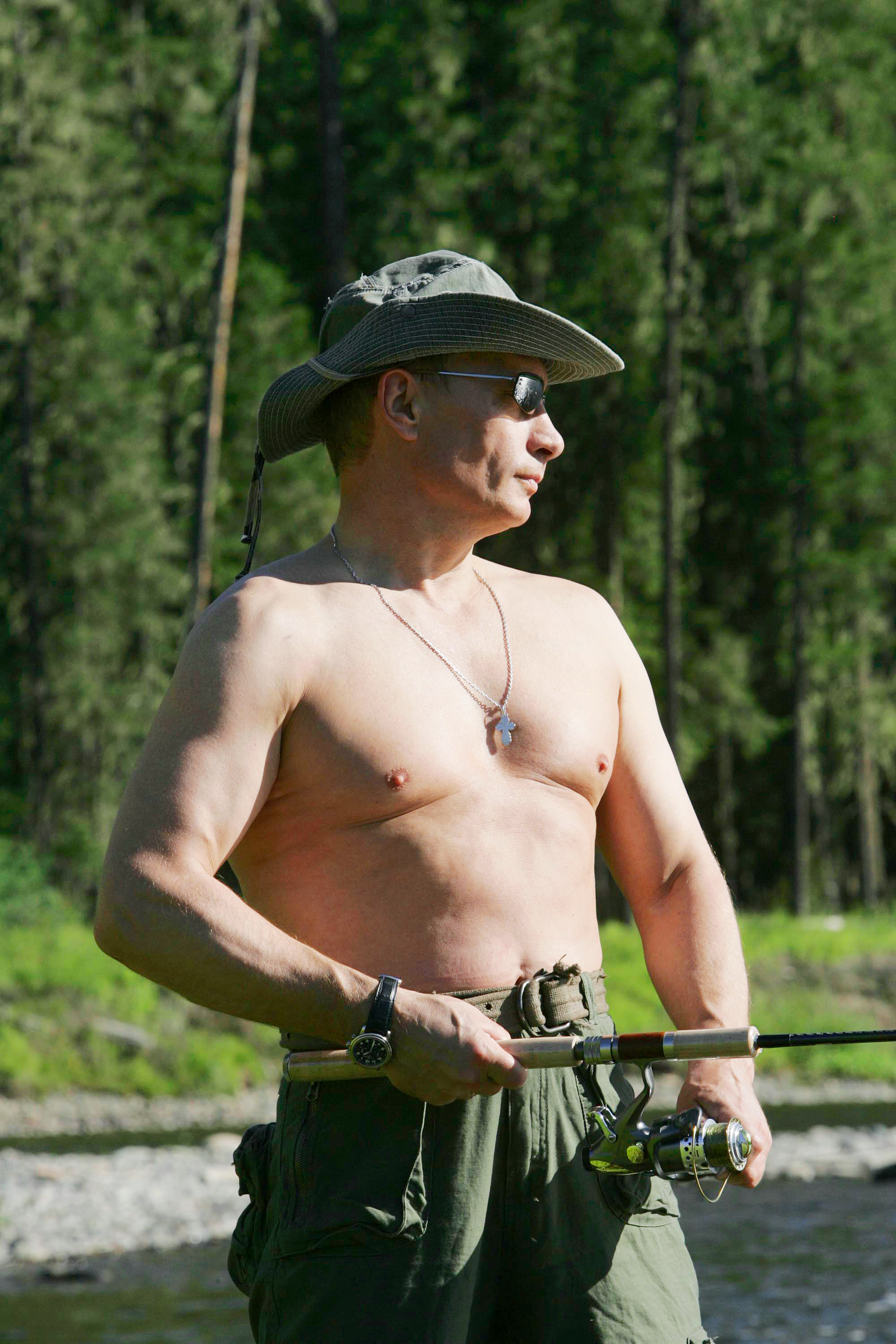
Путін рибалить у Туві (2007)

### Сім'я
З липня 1983 до червня 2013 був одружений з Людмилою Олександрівною Путіною. У сім'ї двоє дітей: дочки Марія (р. 1985, в Ленінграді) і Катерина (р. 1986, в Дрездені) — вчилися в СПбДУ (вступили 2003 року) — Марія на біолого-ґрунтовому, Катерина — на Східному факультеті. Недоторканність приватного життя дочок Путіна ретельно охороняється.
За інформацією голландського видання De Pers, Марія одружена з голландцем Jorrit Faassen. За опублікованими неофіційними даними, 15 серпня 2012 року в Центральній клінічній лікарні УД Президента РФ в Москві Марія народила сина. Зараз Марія із сім'єю живе у місті Voorschoten, Голландія.
У сім'ї Путіна також багато різних домашніх тварин, більшість були подаровані. Чотири собаки — чорний лабрадор Коні, два пуделі та каракачан Баффі. А також коза Казка і її козеня, карликова конячка (поні) Вадик.
6 червня 2013 року після балетної вистави у Кремлі в інтерв'ю російському телеканалу подружжя повідомило про свій намір розлучитися. У квітні 2014 року стало відомо про те, що розлучення офіційно оформлено.

### Захоплення
Майстер спорту із самбо (1973), дзюдо (чорний пояс, 1975). Був неодноразовим чемпіоном Ленінграда із самбо.
Чемпіон Ленінграда з дзюдо (1975), чемпіон ЦР ДСТ «Труд», призер розіграшу Кубка Союз Радянських Соціалістичних Республік, переможець першостей ДСТ «Жальгіріс» і «Калев», ставав неодноразовим переможцем чемпіонатів вишів.
Захоплюється катанням на гірських лижах. У молодості катався, зокрема на Чегеті (Кабардино-Балкарія) і в Славському (Львівська область).
1999 року вийшла книга Путіна у співавторстві з Василем Шестаковим і Олексієм Левицьким з практичних занять дзюдо — «Вчимося дзюдо з Володимиром Путіним». 6 жовтня 2008 року в Костянтинівському палаці пройшла презентація навчального фільму, відеододатку до даної книги. Фільм зняли в Санкт-Петербурзі за участі Путіна в ролі самого себе.
Улюблений музичний колектив — група «Любе».
З дитинства любить твори Редьярда Кіплінга і використовує образи письменника в політичній полеміці.
Вільно володіє німецькою мовою, також трохи англійською.
Носить годинник виключно на правій руці. У різний час носив годинник відомих люксових марок: A. Lange & Söhne, Breguet, Patek Philippe.
3 серпня 2015 року німецькі дослідники заявили, що коли Путін був шпигуном, цікавився смертельними отрутами, які не лишають слідів. Дослідники «Correctiv» посилаються на колишнього коллегу Путіна Клауса Цухольда, який розповів, що той намагався витягнути інформацію з одного професора медицини, який мав доступ до інформації про смертельні отрути. Ця інформація стосувалася різних способів вбивств за допомогою отрут або імітації самогубства. Вчений спеціалізувався на дослідженні радіоактивних матеріалів. Для того, щоб отримати інформацію, Путін шантажував професора компроматом, підкинувши йому порнографічні матеріали. Саме від радіоактивного полонію-210 помер О. Литвиненко, який боявся, що Кремль його вб'є.

### Світогляд

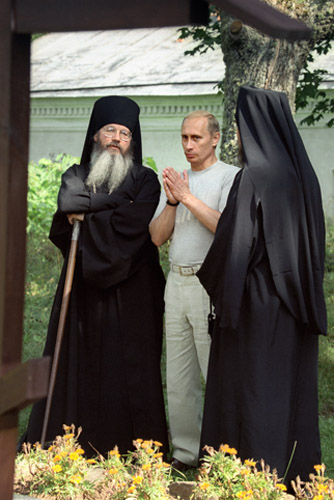
Путін у Спасо-Преображенському Валаамському монастирі з архімандритом Панкратієм (ліворуч), 16 серпня 2001 р.

В інтерв'ю телеканалу Сі-Ен-Ен 8 вересня 2000 року на запитання: «Чи вірите Ви у вищі сили?» Путін відповів: «Я вірю в людей. Вірю в добрі наміри. Вірю в те, що всі ми явилися в цей світ робити добро». Путін регулярно зустрічався з Патріархом Московським і всієї Русі Алексієм II (починаючи з 31 грудня 1999 — дня, коли Борис Єльцин передав Путіну президентську владу), бере участь у релігійних службах, під час подорожей країною відвідує різні православні храми й монастирі.
На думку Путіна, «і традиційні конфесії Росії, і ядерний щит є тими складовими, які зміцнюють російську державність, створюють необхідні передумови для забезпечення внутрішньої і зовнішньої безпеки країни». На початку 2000-х у російських ЗМІ циркулювала версія про те, що духівник Путіна — архімандрит Тихон (Шевкунов), активний учасник процесу об'єднання РПЦЗ та Російської православної церкви (Московського патріархату). Деякі політики та експерти вважають Путіна реваншистом.

### Особистий статок
За офіційними даними, опублікованими під час Виборів до Державної Думи 2007 року, доходи Путіна 2006 року становили 2 млн руб., а всього на час виборів Путіну належало 3,7 млн руб. на рахунках у різних банках, ділянка в Московській області площею 1500 м² і квартира в Санкт-Петербурзі площею 78 кв. м.
За твердженням директора Інституту національної стратегії політолога Станіслава Бєлковського, опублікованому в німецькому виданні Die Welt 12 листопада 2007 року, В. Путін, можливо, контролює 37 % акцій «Сургутнафтогазу» і 4,5 % акцій «Газпрому». В інтерв'ю газеті The Guardian у грудні 2007 року Бєлковський пояснив, що Путін не фігурує в жодному офіційному списку акціонерів, але може бути бенефіціаром цих акцій через посередників. За його оцінкою, статок Путіна становив щонайменше 40 мільярдів доларів. Сам Путін на питання про свій статок сказав, що він є найбагатшою людиною в Європі, а може — і у світі, але його багатство — нематеріальної природи: він «багатий, оскільки збирає емоції», а також тому, що народ Росії двічі довірив йому керівництво такою великою країною, як Росія; твердження про його багатомільярдні статки Путін назвав виколупаними з носа й розмазаними на папірцях.
У лютому 2009 року колишній заступник секретаря Ради безпеки Росії (1996–1997) Борис Березовський сказав, що «особистий статок Володимира Путіна точно не менший, ніж Романа Абрамовича». За його оцінкою, «до світової фінансової та економічної кризи статки Володимира Путіна становили щонайменше 40 мільярдів доларів»
16 лютого 2015 року голова інвестиційного фонду Hermitage Capital Білл Браудер, у минулому — найбільший закордонний інвестор у Росії, сказав в інтерв'ю американському телеканалу CNN, що президент Росії Володимир Путін зберігає на рахунках у швейцарських банках $200 мільярдів доларів США.

### Здоров'я
Здоров'я Путіна активно обговорюють у засобах масової інформації починаючи з осені 2012 року, коли агентство «Reuters» повідомило про проблеми Путіна зі спиною. Ще у вересні бачили, як Путін кульгав на міжнародному саміті, а в жовтні скасували декілька подорожей. За словами прессекретаря Путіна, проблеми були пов'язані зі спортивною травмою. За припущеннями ЗМІ, травма могла бути пов'язана з польотом Путіна на дельтаплані з білими журавлями, але цю інформацію спростували. За інформацією «Reuters», хворий хребет призвів Путіна до необхідності носити ортопедичний корсет. Пізніше Олександр Лукашенко зазначив, що травма Путіна пов'язана з його захопленням дзюдо й була отримана на одному з тренувань. У грудні 2012 погіршення стану здоров'я Путіна стало причиною офіційного скасування візиту японського прем'єр-міністра, а також до скорочення програми візиту Путіна до Індії.
Починаючи з 2003 року, у пресі неодноразово з'являлися чутки про онкологічні захворювання Путіна, але всіх їх спростували.
У березні 2015 скасували кілька зустрічей Путіна. Він не з'являвся на людях протягом тижня, що призвело до появи нових чуток про погіршення здоров'я президента.

## Висловлювання

### Мочити в сортирі
24 вересня 1999 року під час пресконференції в Астані Володимир Путін сказав «Ми переслідуватимемо терористів скрізь. У аеропорту — в аеропорту. Значить, ви вже мені вибачте, в туалеті зловимо, ми в сортирі їх замочимо, врешті-решт. Все, питання закрите остаточно».

### «Она утонула»
Він потонув, — у прямому ефірі CNN, на питання Ларрі Кінга «Що сталося з російським підводним човном „Курськ“», відповів Путін, вересень 2000 року.

### «Геббельс був талановита людина»
9 липня 2014 року на зустрічі з лідерами єврейських організацій Росії Володимир Путін сказав, що головний ідеолог німецького нацизму Йозеф Геббельс був «талановитою людиною».

### 2015 рік
- про бомбардування в Сирії: «Лучшего учения трудно себе представить! И поэтому мы, в принципе, достаточно долго можем там тренироваться без существенного ущерба для нашего бюджета»[260]

### Україну створив Ленін
21 лютого 2022 року в своїй промові про визнання ДНР і ЛНР стверджував, що Україну створили більшовики і Ленін, Сталін продовжив формувати і Хрущов «зачем-то отобрал у России Крым и тоже подарил его Украине».

## У мистецтві
- Володимир Путін став прототипом Князя Володимира Удалого, одного з персонажів українського політсатиричного мультсеріалу Казкова Русь.
- Телеканал «Інтер» створив мультфільм про сон Володимира Путіна[262].
- Навесні 2014 в середовищі футбольних фанатів з'явилася приспівка «Путін — хуйло!»
- Улітку 2014 року — саратовське видавництво «Наукова книга» випустило у світ віршований збірник «Путінята» з патріотичними віршами про Путіна для дітей. У книзі також пропонується вступати до лав «путінят» — захисників вітчизни і «дяді Путіна». На думку автора Ірини Кононової «малюків тепер в Росії багато хто путінятами зовуть» і потрібно створювати по всій країні дитячі гуртки любителів Путіна на зразок радянських гуртків дітей-жовтенят[263].
- Англійський драматург Пітер Морган, автор телесеріалу «Корона», написав п'єсу «Патріоти», яка розповідає про прихід Путіна до влади завдяки Борису Березовському та наслідки цього для Росії та світу. У квітні 2024 року вистава за п'єсою дебютувала на Бродвеї[264].

## Відео
- Підсумки правління Путіна (2000—2017) на YouTube (рос.)
- Що трапляється з тими, хто Путіну вирішив сказати всю правду в обличчя на YouTube (рос.)

## Літературні джерела
- Геворкян Н. От первого лица. Разговоры с Владимиром Путиным / Наталья Геворкян, Андрей Колесников, Наталья Тимакова. — М. : Вагриус, 2000. — 190 с. — ISBN 5-264-00257-6.
- Блоцкий О. Владимир Путин. Книга первая. История жизни / Олег Блоцкий. — М. : Международные отношения, 2001. — 312 с. — ISBN 5-7133-1121-X
- Блоцкий О. Владимир Путин. Книга вторая. Дорога к власти / Олег Блоцкий. — М. : Осмос-пресс, 2002. — 432 с. — ISBN 5-88149-113-0.
- Фельтишинский Ю. Г. Операция «Наследник». Штрихи к политическому портрету В. В. Путина / Ю. Г. Фельштинский, В. В. Прибыловский.
- Полторанин М. Н. Власть в тротиловом эквиваленте. Наследие царя Бориса / М. Н. Полторанин. — Эксмо : Алгоритм, 2010. — 512 с. — ISBN 978-5-699-44961-3.
- Брехуненко В., Ковальчук В., Ковальчук М., Корнієнко В. «Братня» навала. Війни Росії проти України XII‒XXI ст. / За заг. ред. В. Брехуненка. НАН України. Інститут української археографії та джерелознавства ім. М. С. Грушевського. ‒ К., 2016. ‒ 248 с.